# Lista de personagens de Scream Queens
A seguinte lista mostrará os personagens presentes em Scream Queens, uma série de televisão americana criada para a Fox por Ryan Murphy, Brad Falchuk e Ian Brennan. A série estreou em 22 de setembro de 2015, nos Estados Unidos.
A série centra-se na fraternidade Kappa Kappa Tau da Universidade Wallace, liderada por Chanel Oberlin (Emma Roberts), que passa a ser alvo de um assassino em série, vestido como uma fantasia de Diabo Vermelho.

## Elenco
| Emma Roberts            | Channel Oberlin                        | Principal       | Principal       |
| Skyler Samuels          | Grace Gardner                          | Principal       | Does not appear |
| Lea Michele             | Hester Ulrich / Chanel #6              | Principal       | Principal       |
| Glen Powell             | Chad Radwell                           | Principal       | Recorrente      |
| Diego Boneta            | Pete Martinez                          | Principal       | Does not appear |
| Abigail Breslin         | Libby Putney / Chanel #5               | Principal       | Principal       |
| Keke Palmer             | Zayday Williams                        | Principal       | Principal       |
| Oliver Hudson           | Weston Gardner                         | Principal       | Participação    |
| Nasim Pedrad            | Gigi Caldwell                          | Principal       | Does not appear |
| Lucien Laviscount       | Earl Grey                              | Principal       | Does not appear |
| Billie Lourd            | Sadie Swenson / Chanel #3              | Principal       | Principal       |
| Jamie Lee Curtis        | Cathy Munsch                           | Principal       | Principal       |
| Kirstie Alley           | Ingrid Hoffel                          | Does not appear | Principal       |
| Taylor Lautner          | Cassidy Cascade                        | Does not appear | Principal       |
| James Earl              | Chamberlain Jackson                    | Does not appear | Principal       |
| John Stamos             | Brock Holt                             | Does not appear | Principal       |
| Recorrente              |                                        |                 |                 |
| Niecy Nash              | Denise Hemphill                        | Recorrente      | Recorrente      |
| Ariana Grande           | Sonya Herfmann / Chanel #2             | Recorrente      | Does not appear |
| Nick Jonas              | Boone Clemens                          | Recorrente      | Does not appear |
| Breezy Eslin            | Jennifer                               | Recorrente      | Does not appear |
| Evan Paley              | Caulfield Mount Herman                 | Recorrente      | Does not appear |
| Aaron Rhodes            | Roger                                  | Recorrente      | Does not appear |
| Austin Rhodes           | Dodger                                 | Recorrente      | Does not appear |
| Anna Grace Barlow       | Bethany Stevens / Mary Mulligan        | Recorrente      | Does not appear |
| Jan Hoag                | Srta. Agatha Bean                      | Recorrente      | Does not appear |
| McKaley Miller          | Sophia Doyle                           | Recorrente      | Does not appear |
| Chelsea Ricketts        | Amy Meyer                              | Recorrente      | Does not appear |
| Grace Phipps            | Mandy Greenwell                        | Recorrente      | Does not appear |
| Jennifer Aspen          | Mandy Greenwell                        | Participação    | Does not appear |
| Trilby Glover           | Jane Hollis                            | Does not appear | Recorrente      |
| Jeremy Batiste          | Bill Hollis                            | Does not appear | Recorrente      |
| Jerry O'Connell         | Dr. Mike                               | Does not appear | Recorrente      |
| Laura Bell Bundy        | Enfermeira Thomas                      | Does not appear | Recorrente      |
| Andrea Erikson Stein    | Marguerite Honeywell / Chanel #7       | Does not appear | Recorrente      |
| Riley McKenna Weinstein | Daria Janssen / Chanel #8              | Does not appear | Recorrente      |
| Participação            |                                        |                 |                 |
| Whitney Meyer           | Tiffany DeSalle                        | Participação    | Does not appear |
| Roger Bart              | Sr. Herfmann                           | Participação    | Does not appear |
| Charisma Carpenter      | Sra. Herfmann                          | Participação    | Does not appear |
| Tavi Gevinson           | Feather McCarthy                       | Participação    | Does not appear |
| Philip Casnoff          | Steven Munsch                          | Participação    | Does not appear |
| Chad Michael Murray     | Brad Radwel                            | Participação    | Does not appear |
| Alan Thicke             | Tad Radwell                            | Participação    | Does not appear |
| Julia Duffy             | Bunny Radwell                          | Participação    | Does not appear |
| Patrick Schwarzenegger  | Thad Radwell                           | Participação    | Does not appear |
| Gary Grubbs             | Sr. Swenson                            | Participação    | Does not appear |
| Faith Prince            | Kristy Swenson                         | Participação    | Does not appear |
| Pablo Castelblanco      | Tristan St. Pierre / Chanel Pour Homme | Does not appear | Participação    |
| Cecily Strong           | Catherine Hobart                       | Does not appear | Participação    |
| Colton Haynes           | Tyler                                  | Does not appear | Participação    |
| Kevin Bigley            | Randal                                 | Does not appear | Participação    |
| Cheri Oteri             | Sheila Baumgartner                     | Does not appear | Participação    |
| Brian Baumgartner       | Richard                                | Does not appear | Participação    |
| Alec Mapa               | Lynn Johnstone                         | Does not appear | Participação    |
| Ivar Brogger            | Mitch Mitchum                          | Does not appear | Participação    |
| Mary Birdsong           | Penelope Hotchkiss                     | Does not appear | Participação    |
| Brooke Shields          | Dra. Scarlett Lovin                    | Does not appear | Participação    |

Notas
1. 1 2 3 4 5  Niecy Nash, Ariana Grande, Nick Jonas, Chad Michael Murray e Colton Haynes são creditados como Convidados Especiais em suas respectivas temporadas.
2. ↑  Jennifer Aspen retrata Mandy como uma adulta em um episódio.

## Personagens principais

### Channel Oberlin

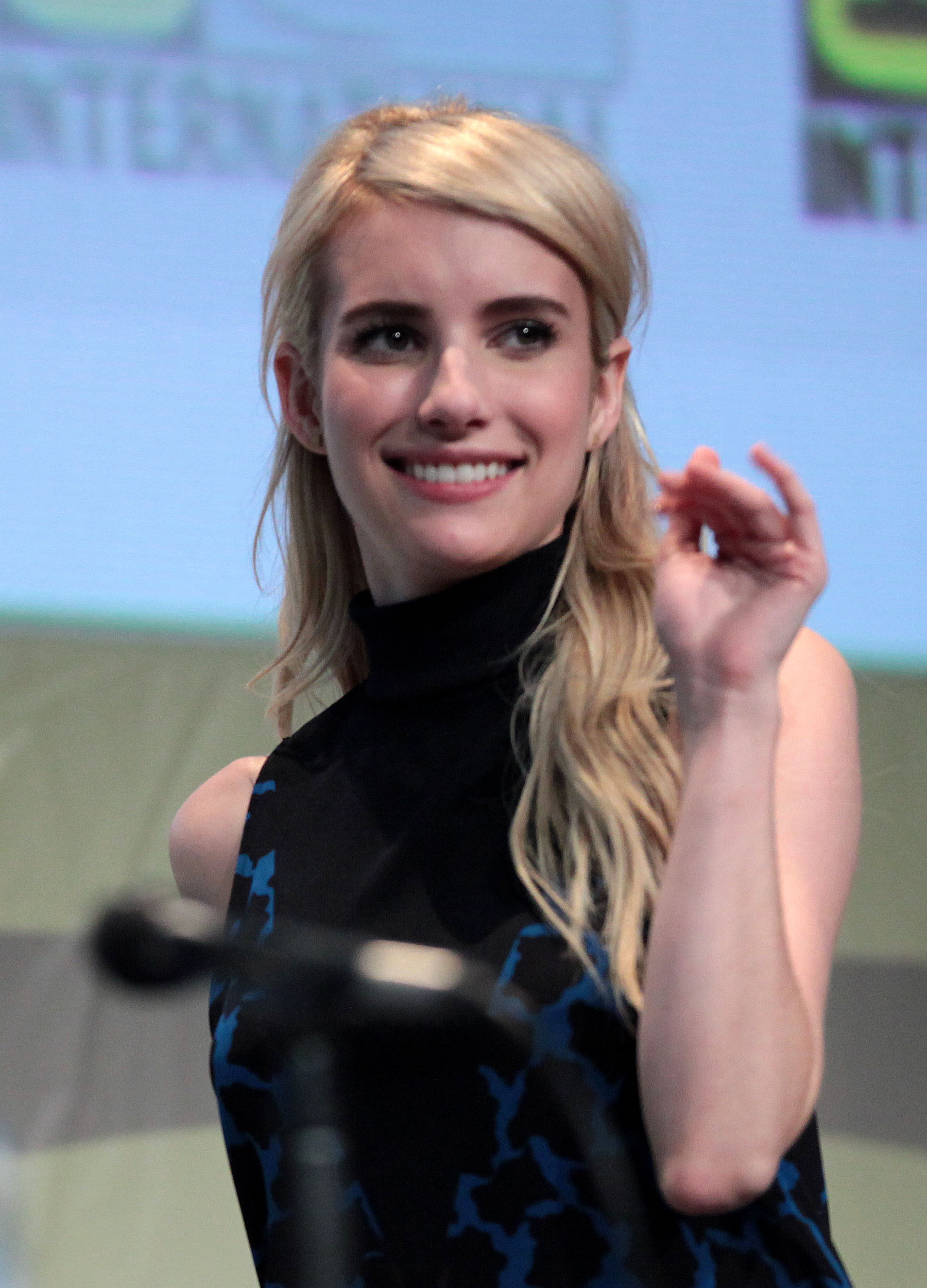
Chanel Oberlin é interpretada por Emma Roberts.

Channel Oberlin (Emma Roberts) é a indiferente egocêntrica e sociopata presidente egoísta da Kappa Kappa Tau na Universidade de Wallace. Ela é suspeita de ter violentamente queimado a presidente Kappa predecessora, Melanie Dorkus, depois de encher o seu tanque de bronzeamento artificial com ácido clorídrico. Sua atitude cruel e personalidade intitulada, juntamente com décadas de atividade sombria na irmandade faz com que a reitora Cathy Munsch, feche a KKT, no entanto Gigi intercede e Channel fica horrorizada quando ela tem que aceitar que qualquer pessoa pode se juntar Kappa. Ela é a namorada de Chad Radwell, o chefe da fraternidade Dickie Dolar Scholars, e depois de ameaçar romper com ele, ela se sente culpada e, em seguida, mantém o relacionamento, pedindo desculpas, apesar de seu vício sexual e necrofilia. Ela abriga um intenso ódio contra a Chanel #5 e muitas vezes a insulta e também fica desconfiada de Hester, que havia passado por uma grande transformação para se tornar Chanel #6. Ela foi enviada para a prisão depois que Chanel #5, sob o controle de Hester, a entrega sobre o incidente da Srta. Bean, que foi assassinada involuntariamente por Chanel em uma brincadeira que deu errado. Ela tem uma intensa raiva por Grace e Zayday depois que Zayday decide concorrer à presidência da Kappa Kappa Tau. As duas foram forçados a se tornarem co-presidentes após as votações, que deram empate; Chanel então revela que ela deliberadamente queria Zayday como presidente para salvar-se de tornar-se um alvo do Demônio Vermelho. Ela e as Chanels planejam expor Grace e Zayday, pois ela acredita que elas estão trabalhando com o Diabo Vermelho - o tempo todo, as outras Chanels planejam matar Chanel por medo de que ela fosse a assassina, o que ela relutantemente os perdoa. Durante sua missão para provar que Graca é um dos assassinos, ela descobre informações sobre a verdadeira identidade de sua mãe e cruelmente revela a ela, mas, eventualmente, se desculpa e admite que ela tem uma mãe abusiva. Chad revela que ele levará Hester ao jantar de Ação de Graças de sua família, pois Hester supostamente está grávida dele. Chanel pede para Hester beber champanhe, comer sushi e queijo de pasta mole (todo prejudicial para embriões) e então comprova que as alegações de Hester são falsas. Ainda assim, Hester ainda insiste em ir ao Radwells, então Chanel empurra Hester da escada da casa Kappa, supostamente matando-a. Hester, em seguida, mostra-se no jantar de Ação de Graças apenas para ser insultada, junto com Chanel, resultando com que elas fação as pazes. Em "Black Friday", Chanel e suas Chanels têm um encontro com o Demônio Vermelho enquanto fazem compras durante a venda da Black Friday. Quando Chanel é encurralada pelo Demônio Vermelho, Chanel é mutilada com uma flecha, antes de Denise Hemphill chegar, revelando que ela agora é a chefe da polícia. O Demônio Vermelho mata um dos policiais e foge antes Denise capturá-lo. Depois de se recuperar, Chanel assume que a reitora Munsch é o Demônio Vermelho e planeja com as Chanels e Zayday (e inicialmente Grace, antes de ser persuadido de outra forma por Pete) uma forma de acabar com ela. No entanto, todas as suas tentativas são infundadas, incluindo seu último esforço para afogá-la. Quando ela escreve uma longa e cruel carta para as outras Chanels por causa de sua falha em ajudá-la em sua última tentativa de matar a reitora, a mídia toma conta da referida carta que arruina sua reputação. Ela pensa em suicídio, mas foi convencida por Zayday a continuar lutando, inspirando-a a se recuperar. Parte disso é fingir um pedido de desculpas para Melanie e tentar matá-la, como Chanel pensou que Melanie era o Demônio Vermelho, antes de Grace revelar que o Demônio Vermelho é Hester.
Em "The Final Girl(s)", Chanel e as outras Chanels são presas após Hester alegar que elas estavam por trás dos assassinatos do Demônio Vermelho. Elas são enviadas para o Sanatório Palmer. Enquanto encarcerada, Chanel se torna presidente do sanatório. Com a libertação das pressões constantes da sociedade, ela e as outras duas Chanels encontram felicidade em sua nova casa e até expressaram não querer sair. Quando Chanel está prestes a cair no sono em sua cama, ela encontra com o Demônio Vermelho de novo e grita de horror.
Na segunda temporada, é revelado que Chanel, Chanel #3 e Chanel #5 conseguiram deixar o sanatório depois que Hester confessou seus crimes e se formou na faculdade comunitária com um diploma de comunicação. Ela então se tornou uma flebotomista e acreditava que isso poderia reabilitar sua imagem como ela e as Chanels eram odiadas pelo público, embora fossem absolvidas das acusações. É revelado que ela está falida depois de ser rejeitada por seus pais ricos e está morando em um apartamento degradado ao lado das Chanels #3 e #5. Cathy Munsch oferece a Chanel um emprego como estudante de medicina no CURE Institute Hospital, ao qual ela aceita. Chanel se interessa e começa a namorar o Dr. Brock Holt e também o auxilia em casos. É revelado que Chanel voltou a odiar Chanel #5, que parou de tomar sua medicação, e também se torna inimiga da enfermeira Ingrid Marie Hoffel, que acredita que ela não é boa o suficiente para ser médica. No final da 2ª temporada, Chanel assume o programa da Dra. Scarlett, "Lovin The D", e muda para "Lovin The C", com Chanel #3 como sua produtora executiva. Na cena final, Chanel entra em seu carro e encontra um velho anel Kappa Kappa Tau e vê o Demônio Vermelho no banco de trás de seu carro e grita.

### Grace Gardner

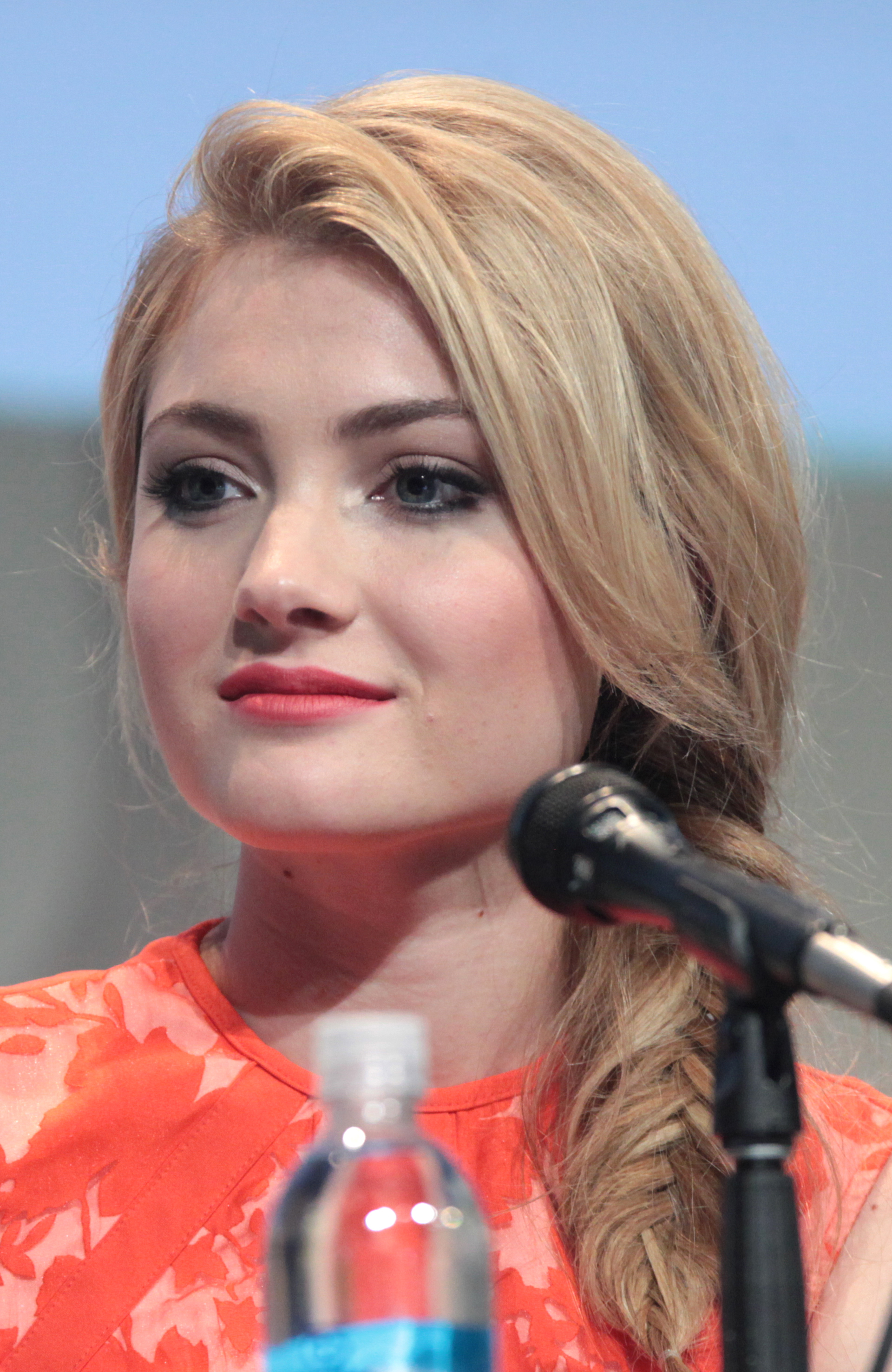
Grace Gardner é interpretada por Skyler Samuels.

Grace Gardner (Skyler Samuels) é a vice-presidente da Kappa Kappa Tau, anteriormente candidata, que também é um legado, já que sua falecida mãe Bethany Stevens era a presidente da KKT em 1995. Sua mãe se recusou a ajudar Sophia Doyle, uma irmã da fraternidade que deu à luz em uma banheira durante uma festa da KKT. Ela está mortificada com o comportamento de Chanel e a atual reputação da irmandade e planeja restaurar Kappa de volta ao que costumava ser. Ela faz isso trabalhando com Pete, um barista de uma cafeteria que é um jornalista investigativo secreto. Além de restaurar a reputação da KKT, eles também estão curiosos em desvendar o assassino em série, o Demônio Vermelho. Ela se torna a melhor amiga de Zayday Williams, que também é uma candidata da Kappa. Durante o Halloween, ela apoia a presidência de Zayday e sua casa mal-assombrada de caridade que ela monta, mas quando Zayday é sequestrada pelo Demônio Vermelho, ela e Pete vão em uma equipe de busca para encontrá-la, e depois de descobrir o covil maligno do Demônio Vermelho, ela percebe que Zayday está desaparecida. Ela então encontra Zayday de volta na Kappa Kappa Tau e fica muito feliz quando ela se torna co-presidente da Casa Kappa. Ela mostra um ódio secreto pelo relacionamento de seu pai com Gigi Caldwell. Durante sua investigação, ela fica horrorizada ao descobrir que, além de ser responsável pelo incidente da banheira, sua mãe era uma traficante violenta e alcoólatra, e que seu pai havia mentido para ela sobre quem era sua mãe. Durante um jantar de Ação de Graças realizado dentro de casa, seu pai a acusa de ser o assassino. Ela fica chocada, mas ele revela que ela estava bisbilhotando a casa quando Melanie Dorkus foi violentamente desfigurada. Depois de descobrir que Wes é o pai dos bebês da banheira e ela é meia-irmã de Boone e do Diabo Vermelho, ela o perdoa e os dois decidem pegar ou matar seus irmãos para se protegerem. No final da primeira temporada, Grace confronta Pete quando ele revela que ele é um dos Demônios Vermelhos e matou Boone e Roger e Dodger. O último Demônio Vermelha o mata, mas antes de morrer ele exclama que o Demônio Vermelho final é uma das irmãs KKT, levando Grace e Zayday a investigar. No avanço para 2016, Grace e Zayday, com Hester, agora administram a Kappa e recuperaram a honra da KKT ao permitir que qualquer garota participe.
Skyler Samuels não repetiu o papel na segunda temporada, já que ela decidiu retornar à Universidade de Stanford para terminar seu curso, que foi interrompido quando ela estava filmando a primeira temporada. A ausência de sua personagem não foi abordada a princípio, mas perto do final da temporada ("Rapunzel, Rapunzel") foi revelado por Wes que após os assassinatos da Universidade Wallace, Grace tentou ter uma vida normal novamente e encenou uma cena ao seu pai que estava tudo bem. Mas devido ao trauma horrível das mortes do Demônio Vermelho e do trote Kappa que ela experimentou, ela foi levada à loucura, e acabou em uma instituição mental em Stanford.

### Hester Ulrich

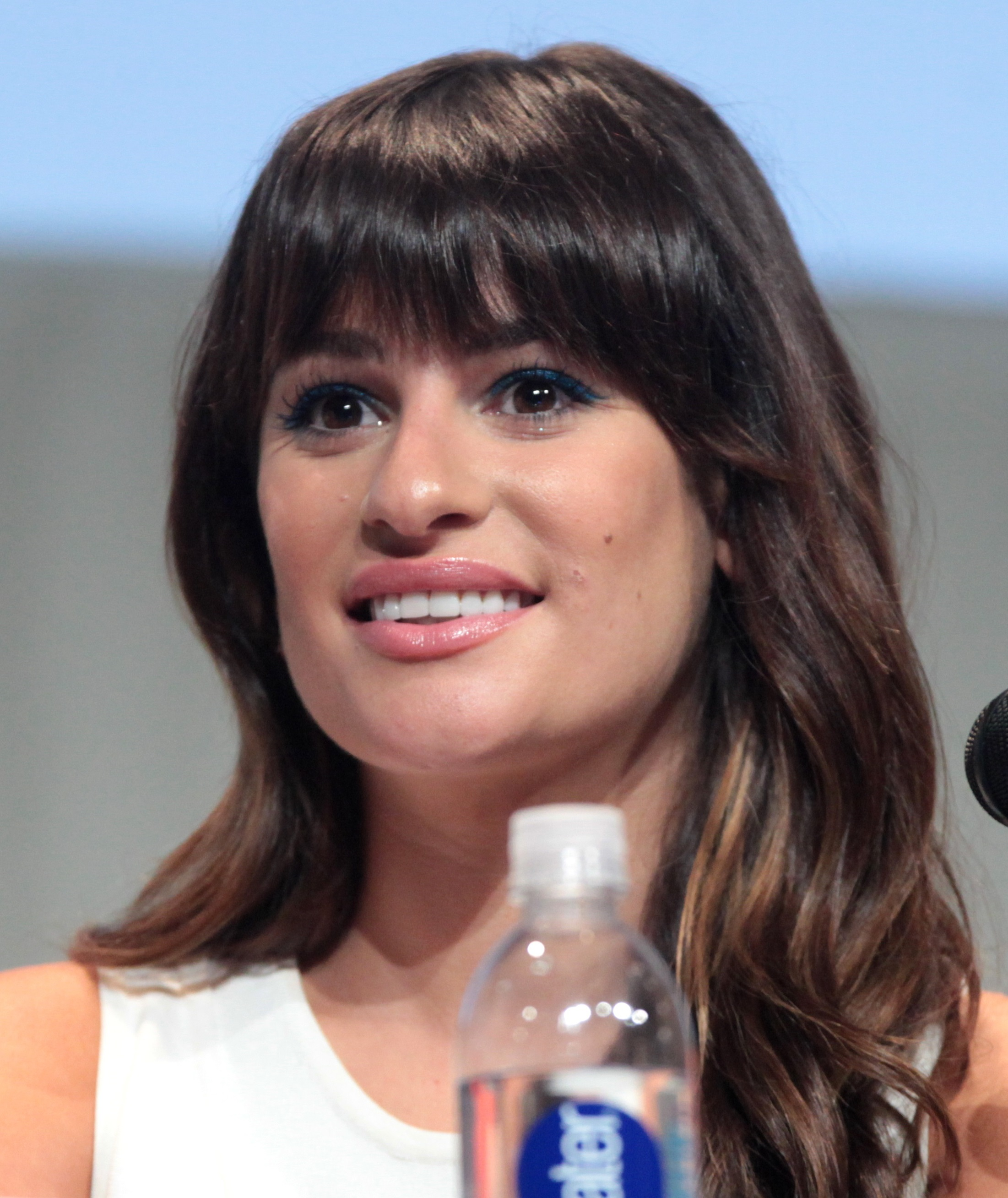
Hester Ulrich é interpretada por Lea Michele.

Hester Ulrich, também conhecida como Chanel #6 (Lea Michele) é a principal antagonista da primeira temporada. Ela nasceu em 1995 como Hester Doyle, filha da irmã Kappa Sophia, que morreu devido a perda de sangue após dar à luz na banheira devido ao abandono da presidente e suas seguidoras. Ela e Boone foram criados em um asilo psiquiátrico por uma Gigi deprimida que sofreu por 3 anos com o suicídio de sua irmã Amy, mas conseguiu melhorar e ensinou as crianças a serem assassinos em série para que pudessem realizar seu plano de 20 anos de vingança contra a Kappa Kappa Tau. Ela roubou o colar cervical de uma paciente do asilo para se disfarçar. Ela conseguiu entrar na Wallace University graças à Cathy Munsch, que aceitou suas informações falsas sobre o ensino médio. Ela se refere a si mesma como o cérebro da operação e Boone como o músculo e ambos derramaram ácido clorídrico no spray de bronzeamento de Melanie Dorkus na esperança de que isso levasse Chanel ao limite de ser um bode expiatório ao difamá-la a e ela ligou a máquina de fritadeira que queimou o rosto da Srta. Bean. No episódio piloto, ela é apelidada de "Neckbrace" por Chanel Oberlin e testemunhou a morte da Srta. Bean e Tiffany "Taylor Swift Surda". Ela tem uma obsessão pela morte que é mostrada quando ela dá várias maneiras de se livrar do corpo da Chanel #2. Em "Chainsaw", ela bisbilhota o armário de Chanel antes de ser pega pela presidente, que a transforma completamente em Chanel #6 e remove o colar cervical, aterrorizando a Chanel #5. O plano de Hester vem à tona quando ela anuncia sua gravidez para Chanel, que fica furiosa ao saber que foi falso e que Chad ainda vai engravidá-la de qualquer maneira. Chanel empurra Hester, fazendo-a escorregar e cair da escada Kappa, quebrando seu pescoço, supostamente matando-a, mas ela retorna viva no jantar de Ação de Graças dos Radwells, onde é insultada por sua família, fazendo com que ela e Chanel se reconciliem uma com a outra após Chanel enfrentar Chad e sua família e ambas partirem. Ela participa do arrombamento de portas da Black Friday, mas fica presa ao lado dos outros Chanels, mas ela, #3 e #5 fogem enquanto Chanel leva um tiro no peito. Hester se junta ao plano para matar a reitora Munsch. Em "The Final Girl(s)" ela se esfaqueia com um salto alto no olho e culpa Chanel #5, fazendo-a usar um tapa-olho. Ela consegue incriminar as Chanels pelos assassinatos do Demônio Vermelho. Em 2016, ela é a tesoureira da Kappa e enquanto polia um memorial para os jovens que foram mortas, Cathy confronta Hester sobre ela ser a assassina e ameaça entregá-la à polícia. Hester ameaça Cathy em troca com o encobrimento de Sophia Doyle em 1995 e o assassinato de seu ex-marido. A Reitora voltou atrás com seu plano e escolheu continuar com suas vidas felizes.
Na segunda temporada, Hester mais tarde confessa seus crimes e é encarcerada enquanto as Chanels são absolvidas em seu novo julgamento. Não se sabe como a polícia descobriu que era Hester. As Chanels, Munch e Hemphill visitam Hester no hospício federal, para obter pistas sobre os assassinatos no hospital. No entanto, ela quer uma transferência para o hospital e obter produtos de beleza descontinuados em troca das informações. Quando outro paciente é morto pelo Monstro Verde, Denise a transfere para o hospital, mas Hester se recusa a dizer quem é o assassino. Hester quer ir à festa de Halloween no hospital, mas Cathy e Denise não a autorizam. No entanto, depois que o Monstro Verde ataca Denise, ela deixa Hester sair no Halloween para ir à festa, mas Hester foge e tenta matar Chanel vestindo-se como Ivanka Trump.
Após a suposta morte de Denise, Hester é reintegrada às Chanels. Depois do final da segunda temporada, Hester rouba todo o dinheiro da reitora Munch e compra a Ilha do Sangue e lá ela vive com o Dr. Brock. Eles planejam matar turistas que batem seu barco na ilha.

### Chad Radwell

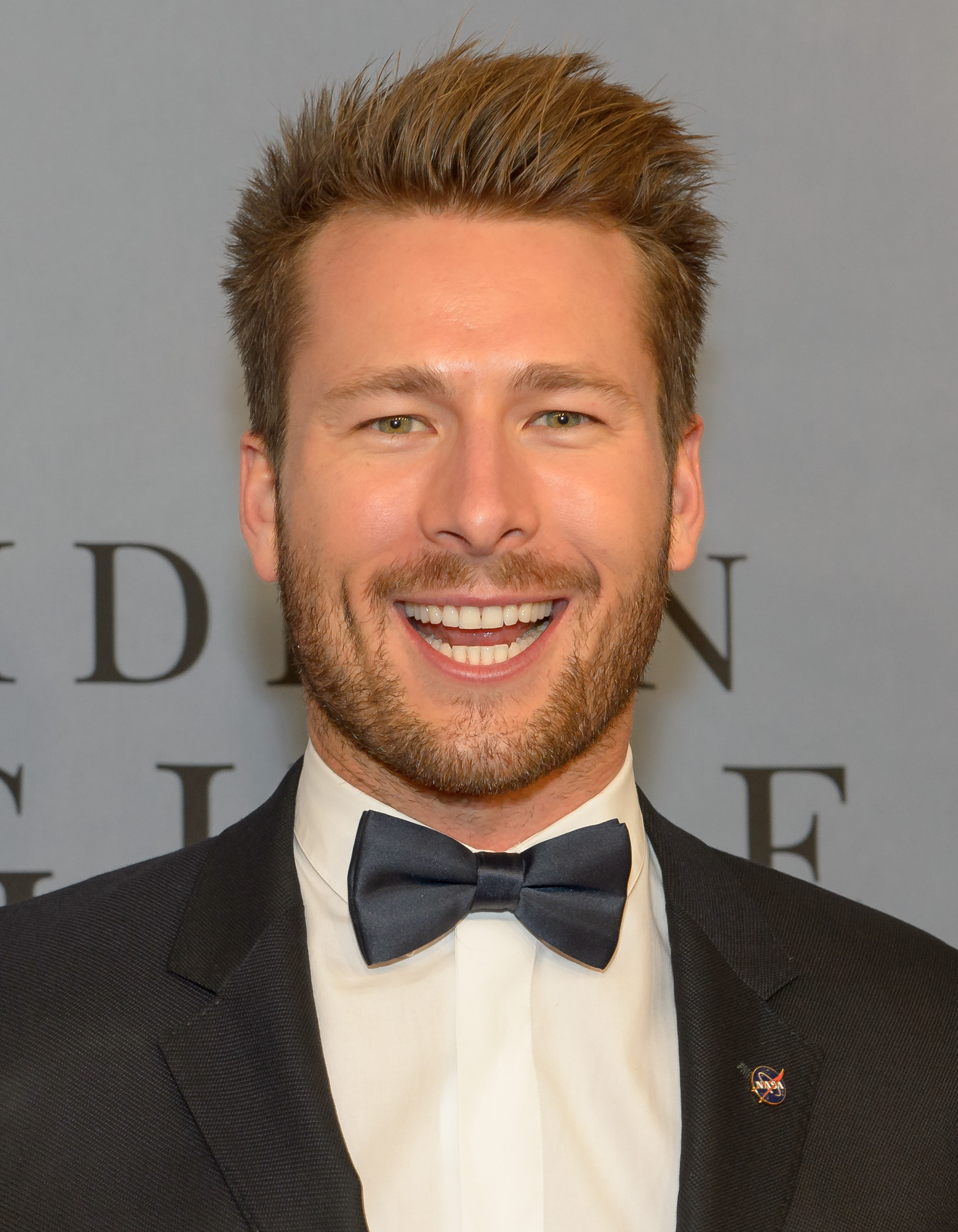
Chad Radwell é interpretado por Glen Powell.

Chad Radwell (Glen Powell) era um presidente egoísta, idiota, e superficial da fraternidade Dickie Dollar Scholars e namorado intermitente de Chanel Oberlin. Ele é um necrófilo e compartilha isso com Chanel, que se sente diferente sobre o assunto. No entanto, ele finalmente encontra um relacionamento com Hester, que tem um sentimento mútuo sobre o assunto. Eventualmente, ele retorna para Chanel e faz uma promessa de ser monogâmico com ela. Ele também teve casos e relacionamentos com a reitora Munsch, Denise Hemphill, Chanel #2, Chanel #3 e Chanel #5. Ele fica com raiva da polícia por não fazer nada, já que eles se recusam a acreditar que haja um serial killer à solta, após o suposto assassinato de seu melhor amigo, Boone Clemmens. Ele inicialmente quer parar o Demônio Vermelho, mas se torna covarde demais para fazê-lo depois que a maioria de seus irmãos de fraternidade são mortos. Em "Thanksgiving", ele leva Chanel para encontrar sua família nos Hamptons, mas revela-se incrivelmente arrogante, cruel e muito franco sobre não aceitá-la, o que ele não percebe. No final da primeira temporada, ele abre uma instituição de caridade em memória de seus irmãos de fraternidade falecidos e começa um caso de amor com Denise que termina brevemente, depois que ela sai para uma operação policial em Quantico.
Chad retorna na segunda temporada e é revelado que foi ele quem entrou sorrateiramente no manicômio com a fantasia de Demônio Vermelho, no final da primeira temporada, para assustar Chanel de brincadeira. Ele veio ao hospital para trazer Chanel de volta, já que ele descobriu sobre ela e as Chanels serem inocentes. Ele começa a entrar em conflito com Brock para ver quem Chanel mais deseja. Ele então propõe casamento a Chanel que aceita sua oferta, mas enquanto Chanel caminha pelo corredor, ela percebe sangue pingando do teto e o corpo de Chad cai de cima.

### Pete Martinez

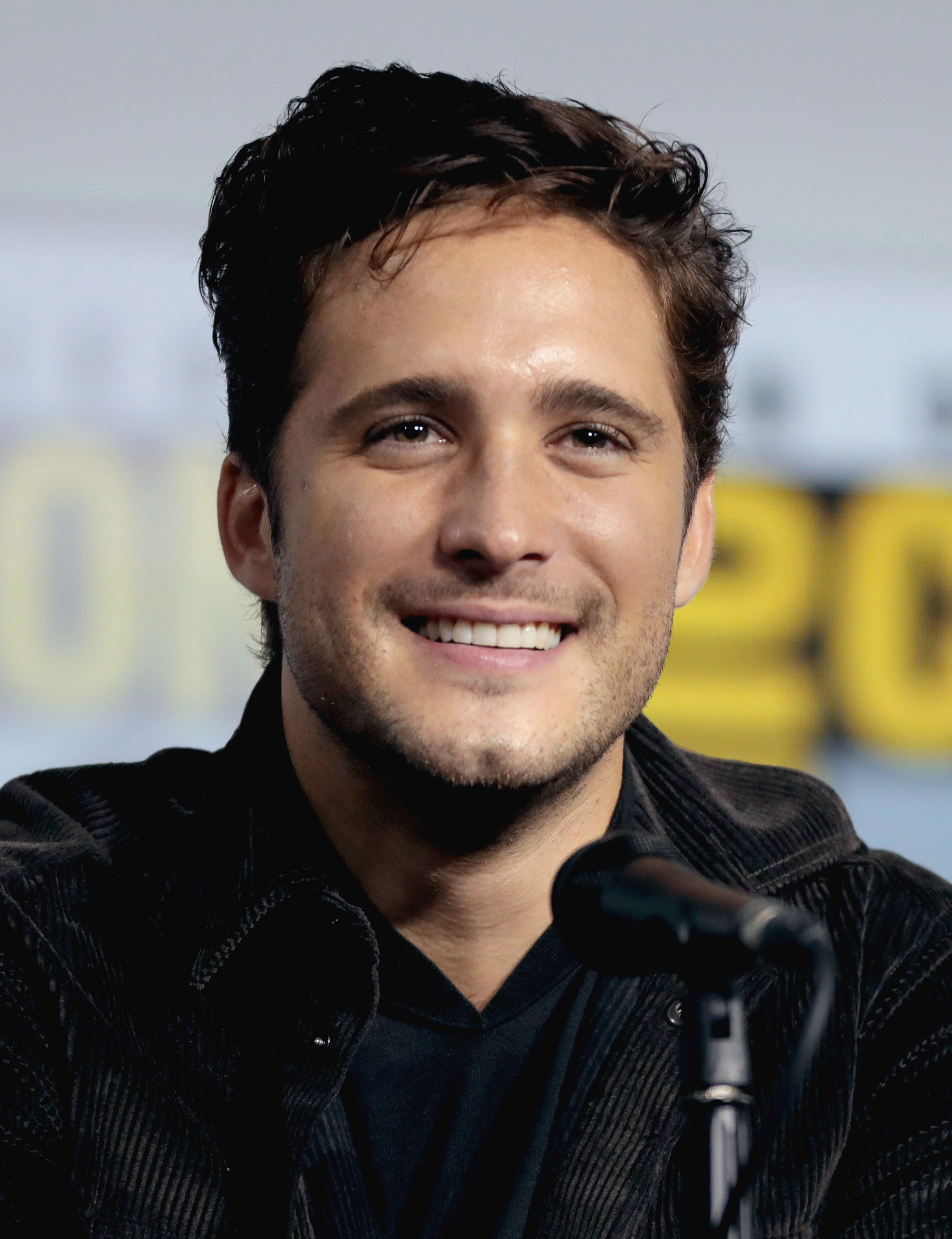
Pete Martinez é interpretado por Diego Boneta.

Pete Martinez (Diego Boneta) era o ambicioso redator de um jornal escolar e um dos Demônios Vermelhos. Ele se refere a si mesmo como um "repórter investigativo" e costuma espionar a Casa Kappa e Chanel. Ele é apresentado no episódio piloto trabalhando no café da escola, onde briga com Chanel por causa de seu pedido complexo de Latte. Mais tarde conhece Grace, e gosta dela e, depois que ela anuncia sua vontade de entrar para a Kappa Kappa Tau, ele a avisa para não entrar, mas ela entra de qualquer maneira. Ela se junta a ele depois de testemunhar a morte da Srta. Bean e sugere trabalhar juntos para restaurar a honra de Kappa. Eles também estudam a identidade dos bebês da banheira em 1995. Em "Black Friday", ele confessa ser um dos assassino para uma Grace horrorizada que queria levar o relacionamento para o próximo nível. Em "Dorkus", é revelado que ele pegou Boone se despindo da fantasia do Demônio Vermelho e que Boone o manipulou para se juntar a ele para matar as garotas Kappa. Ele também revela que atirou em Roger na cabeça com uma pistola de pregos durante a festa do pijama Kappa e que ele juntou forças com Boone para derrubar Gigi, mas acabou esfaqueando Boone no peito, matando-o. Ele também confessa ter matado Dodger e ferido Chanel no shopping. Ele também explica que obteve o DNA de todos as Chanels e sabe quem é a assassina. Ao terminar sua frase, ele é esfaqueado no peito por Hester com a roupa do Demônio Vermelho antes que ele pudesse revelar a identidade do bebê e morrer.

### Chanel #5

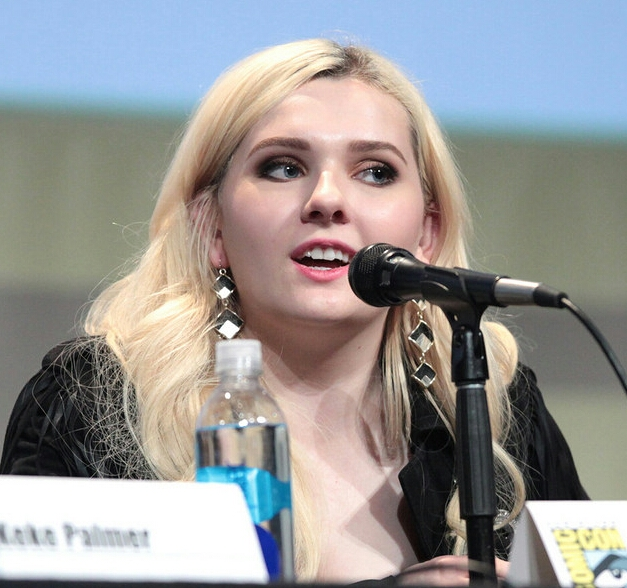
Chanel #5 é interpretada por Abigail Breslin.

Libby Putney (Abigail Breslin), mais conhecida como Chanel #5, é o braço direito de Chanel Oberlin. Ela é emocionalmente instável e facilmente traumatizada, especialmente quando seus namorados Roger e Dodger são mortos, o que ela testemunha, e a explosão do entregador de pizza vestido como o Demônio Vermelho em "Dorkus". Ela é alvo de insultos de Chanel e frequentemente ameaça deixar a irmandade, mas nunca segue adiante. Durante o Halloween, Chanel #5 e Hester desenvolvem um plano para destruir Chanel e fazem isso entregando-a à polícia pelo assassinato da Srta. Bean. Ela é confrontada por Chanel, que ameaça matá-la e manda ela e seus namorados na noite de Halloween para acender todas as lanternas para a festa da plantação de abóboras. No entanto, Chanel #5, Roger e Dodger são perseguidos pelo Demônio Vermelho no labirinto, onde Dodger é assassinado e os dois escapam vivos. Mais tarde, na festa do pijama Kappa, ela fica com Roger, que leva um tiro na cabeça com uma pistola de pregos, devastando Chanel #5. É revelado que ela, Chanel #3 e Hester estavam planejando matar Chanel depois que uma leitura de tabuleiro ouija, com Chanel #2, que revelou que Chanel era a assassina.
Em "The Final Girl(s)", ela e as outras Chanels são presas pelas mortes do Demônio Vermelho, acusadas por Hester (que é a própria Demônio Vermelho e o bebê da banheira). Em vez de serem mandadas para a prisão, Chanel, Chanel #3 e Chanel #5 são enviados para o Palmer Asylum (onde Gigi criou Hester e Boone para serem assassinos em série). É revelado que Chanel #5 recebeu medicamentos dos médicos do asilo que a transformaram tanto que ela se tornou a melhor amiga de Chanel.
Depois que Hester confessa seus crimes, as Chanels são absolvidas. Depois de se formar no Elmwood Community College com um diploma em comunicações, Chanel #5 se torna assistente de dentista, onde mora em um apartamento degradado com Chanel e Chanel #3, depois que as três foram rejeitadas por seus pais ricos. É revelado que desde que elas foram libertados do manicômio, ela está sem seus remédios e que Chanel voltou a odiá-la novamente, em um tratamento muito pior. As três são abordados por Cathy Munsch para trabalhar no CURE Institute Hospital. Elas aceitam a oferta. Ela quase foi morta pelo Monstro Verde, mas conseguiu sobreviver. Mais tarde, ela se une e tem uma queda por um paciente chamado Tyler, cuja morte a deixou traumatizada e emocionada novamente. No final da 2ª temporada, Chanel #5 e Zayday ficam no CURE Institute e se tornam médicas.

### Zayday Williams

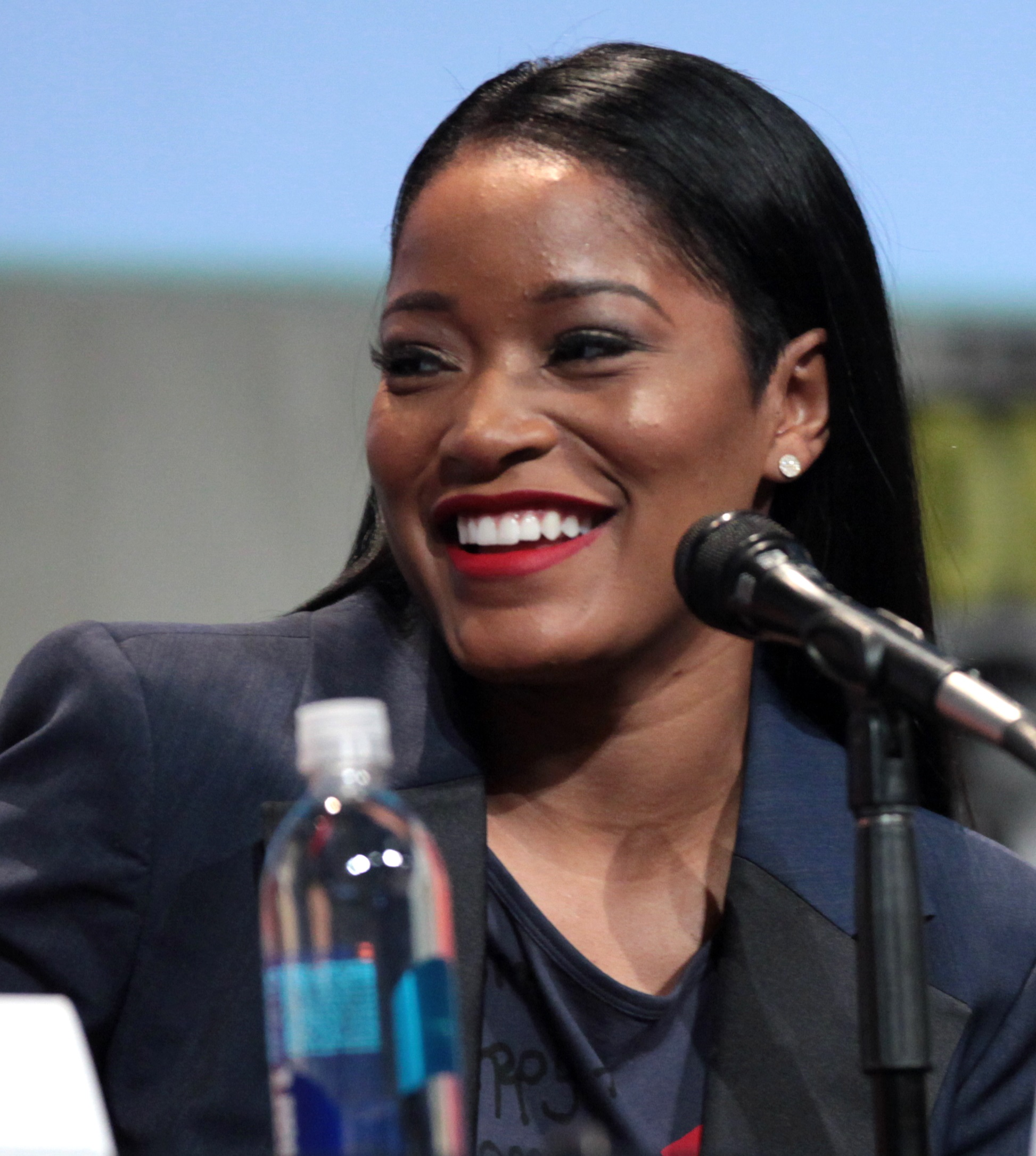
Zayday Williams é interpretada por Keke Palmer.

Zayday Williams (Keke Palmer) é a presidente da Kappa Kappa Tau, e a melhor amiga de Grace. Zayday tem um QI de gênio e conseguiu uma bolsa para estudar na Universidade Wallace. Com o apoio de Grace, ela anuncia que vai concorrer à presidência da Kappa Kappa Tau e, logo em seguida, acaba sendo sequestrada pelo Demônio Vermelho, que ela acredita estar apaixonado por ela. Apesar disso, Denise continua empenhada no fato de que Zayday é o Demônio Vermelho depois de encontrar evidências incriminatórias, como uma serra elétrica debaixo da cama e tweets sobre assassinato. Depois de uma eleição empatada orquestrada pela Chanel, Zayday e Chanel se tornam co-presidentes da Kappa. Ela estava em um relacionamento com um membro do Dickie Dollar Scholars, Earl Gray, antes de ele ser assassinado por Boone, como um dos Demônios Vermelhos, que é revelado ser aquele que a sequestrou. Zayday, com a ajuda de Grace, descobriu que ele fingiu sua morte e era um dos assassinos. Ela foi convencida por Grace a unir forças com as Chanels para assassinar a reitora Munsch, pois ela acredita que a reitora é o Demônio Vermelho. No entanto, no final, Grace recua enquanto Zayday mantém o plano com as Chanels. Ela é indicada como a nova presidente da Kappa Kappa Tau depois que as Chanels foram presas, com Grace como sua vice-presidente e Hester como tesoureira.
Na segunda temporada, é revelado que Zayday se formou na faculdade mais cedo e estava pensando em estudar medicina. A reitora Munch lhe oferece um emprego como estudante de medicina no CURE Institute Hospital, que ela aceita. Quando Zayday se aproxima de descobrir quem é o assassino Monstro Verde, ela é feita refém por Jane Hollis, que é a mãe de Cassidy e aquela que planejou os assassinatos no CURE Institute Hospital. Jane visita Zayday no buraco em que a prendeu e Zayday consegue convencê-la a mudar de ideia sobre fechar o hospital. Após a morte de Jane, Cassidy e Hoffel, Zayday e Chanel #5 permanecem no CURE Institute Hospital e se tornam médicas.

### Wes Gardner

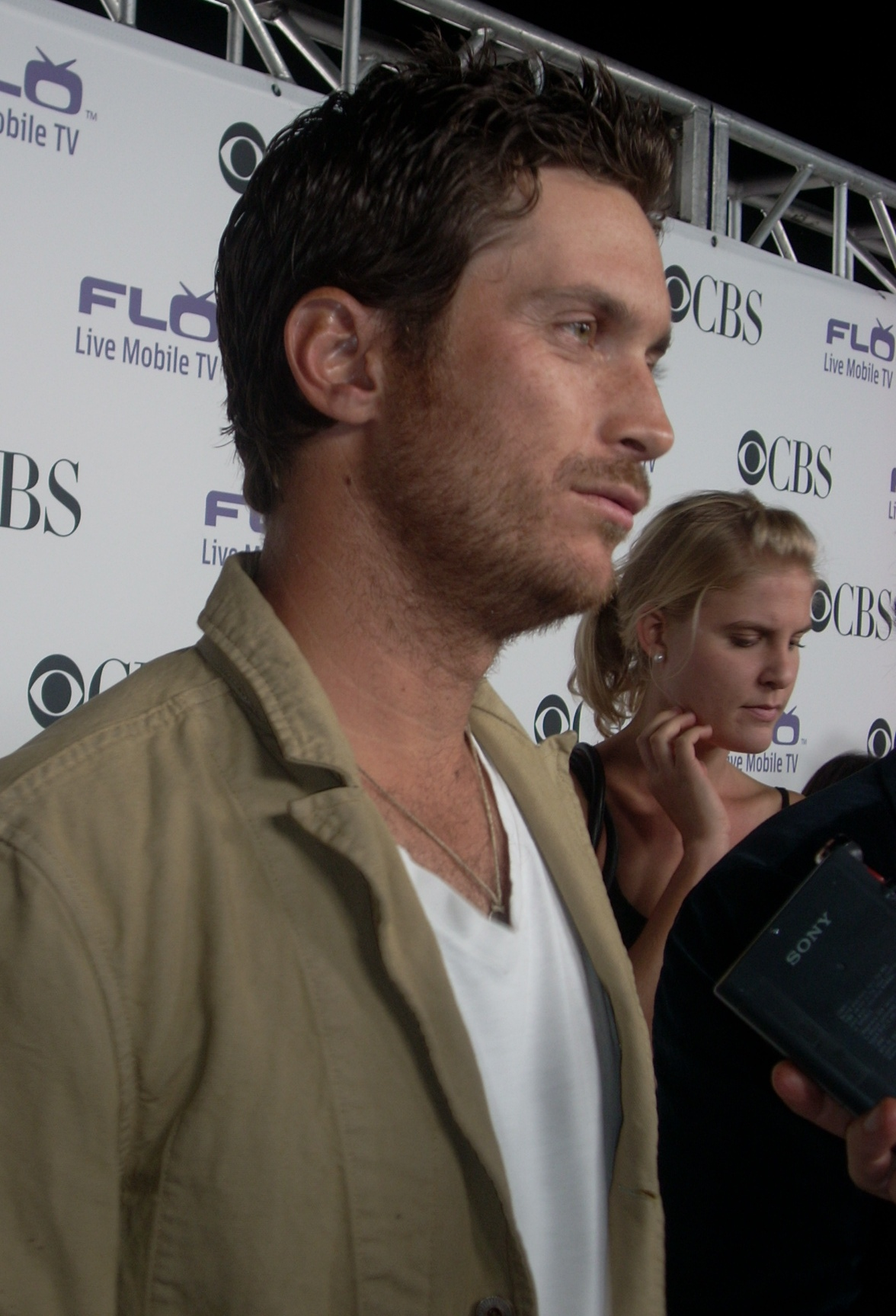
Wes Gardner é interpretado por Oliver Hudson.

Weston "Wes" Gardner (Oliver Hudson) era o pai viúvo de Grace, que se tornou professor na Universidade Wallace após os assassinatos no campus. Ele começou um relacionamento com Gigi Caldwell e eventualmente ficou noivo dela até que ela morreu. Ele se casou com Bethany Stevens após o incidente de 1995, onde dois bebês gêmeos nasceram em uma banheira. Wes mais tarde é revelado ser o pai dos bebês da banheira, Hester e Boone. No último episódio da 1ª temporada, "The Final Girl (s)", Wes está em um relacionamento sério com a reitora Munsch. 
Na segunda temporada, é revelado que ela rompeu com ele e ele foi posteriormente diagnosticado com uma doença que o faz comer seu cabelo. Ele visita o CURE Institute Hospital na esperança de reconquistar Cathy. No entanto, é revelado que ele é o terceiro e último Monstro Verde, ele revela a Chamberlain que culpa Cathy e as Chanels por arruinarem sua vida e a de Grace, antes de matá-lo a facadas. Ele leva o crédito pelas mortes de Sheila, Chad, Chamberlain, o ataque a Chanel #5 e Denise, e o envenenamento da festa de Halloween. Ele também mata a Chanel #7 e Scarlett Lovin. Depois de se juntar a Hester, Cassidy e a enfermeira Hoffel em um plano para matar as Chanels, ele convence Cassidy a ajudar a matar a enfermeira Hoffel, que está encarregada de matar Chanel, mas os dois se voltam contra ele e ele é forçado a pular em uma banheira cheia de óleo de cozinha e queima até a morte.

### Gigi Caldwell

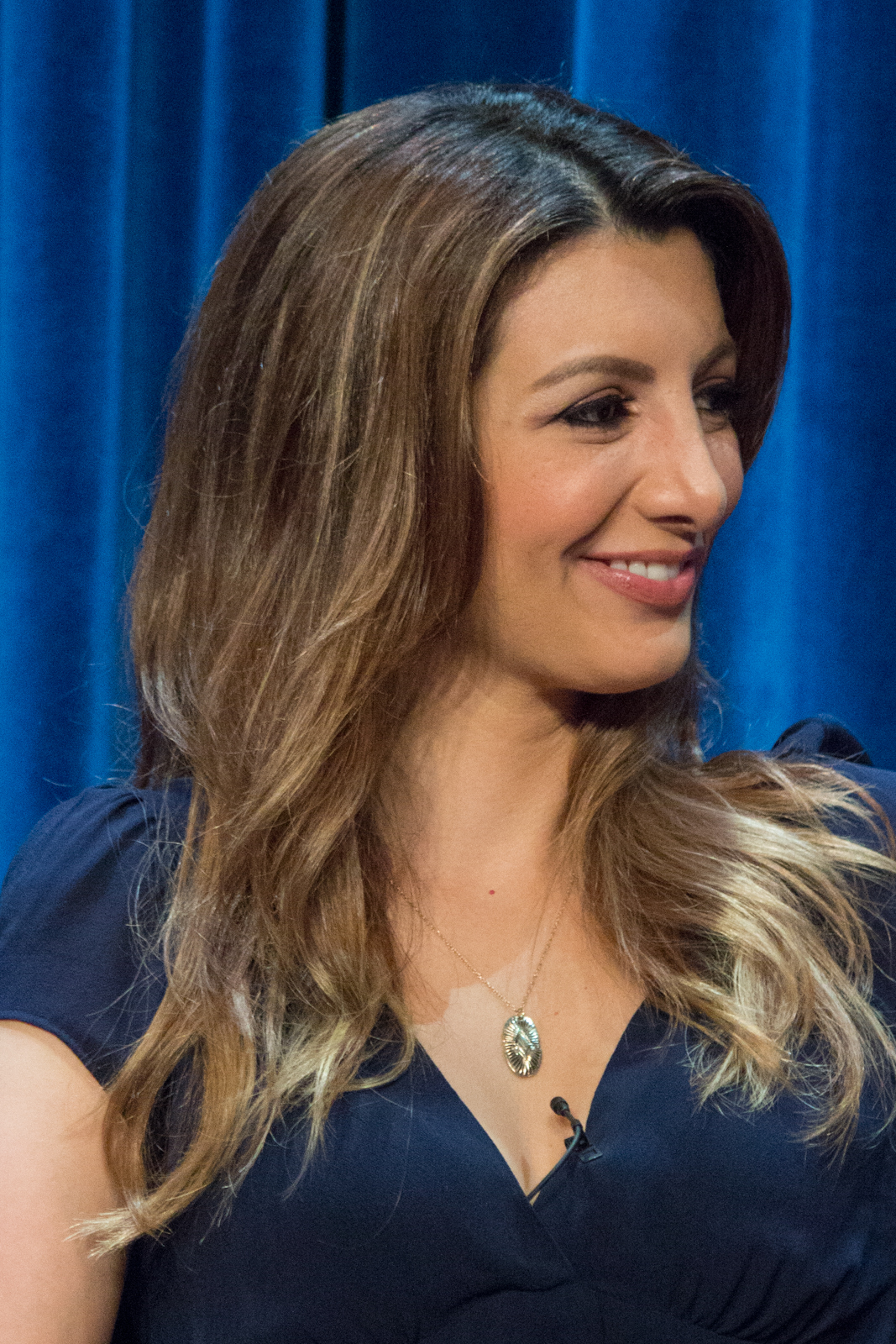
Gigi Caldwell é interpretada por Nasim Pedrad.

Gertrude "Gigi" Caldwell, nascida Jess Meyer (Nasim Pedrad) foi a presidente nacional da Kappa Kappa Tau e mãe adotiva de Hester Ulrich e Boone Clemens, os bebês da banheira que ela criou no Sanatório Palmer. Seu nome era originalmente Jess Meyer, a irmã de Amy que cuidava dos bebês, mas ela se matou levando Jess a cuidar deles. No final de 1995, ela teve um colapso mental devido ao suicídio de sua irmã e foi enviada para o Sanatório Palmer e sofreu por três anos, mas conseguiu melhorar e ensinou Hester e Boone a serem assassinos em série para que pudessem conduzir seu plano de vingança contra Casa Kappa. Jess mudou seu nome para Gigi Caldwell e começou um relacionamento com Wes Gardner. Apesar de sua loucura, ela se preocupa com as garotas, especialmente Grace, depois de usar um taser no Demônio Vermelho em "Pumpkin Patch" com quem ela teve um encontro secreto no final de um episódio. Ela testemunhou Pete, vestido como o Demônio Vermelho, esfaquear Boone no peito depois que ela foi confrontada por seu filho adotivo. Ela morreu em "Thanksgiving" depois que o Demônio (Hester) a decapitou e serviu sua cabeça no prato de peru no jantar da Kappa Kappa Tau. Sua identidade é revelada no episódio "Black Friday".

### Earl Grey

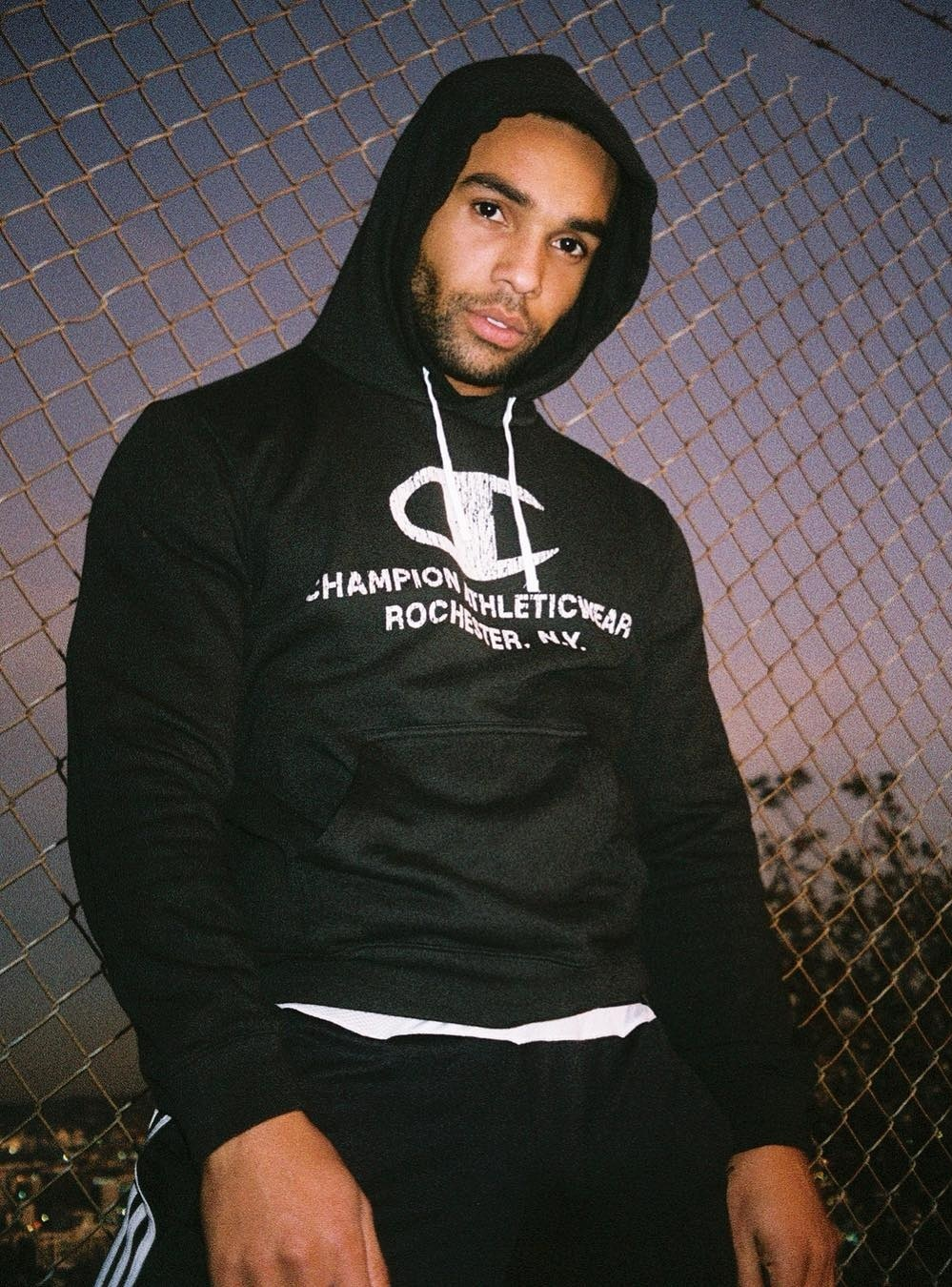
Earl Grey é interpretado por Lucien Laviscount.

Earl Grey (Lucien Laviscount) foi um membro britânico do Dickie Dollars Scholars, que parecia ter uma queda por Zayday e apoiou sua presidência. Ele continuou a sua relação com Zayday e, quando ele estava se preparando para ter relações sexuais com ela, ele logo foi assassinado por Boone, como Diabo Vermelho, por ciúmes, pois ele também tinha uma queda por Zayday.

### Chanel #3

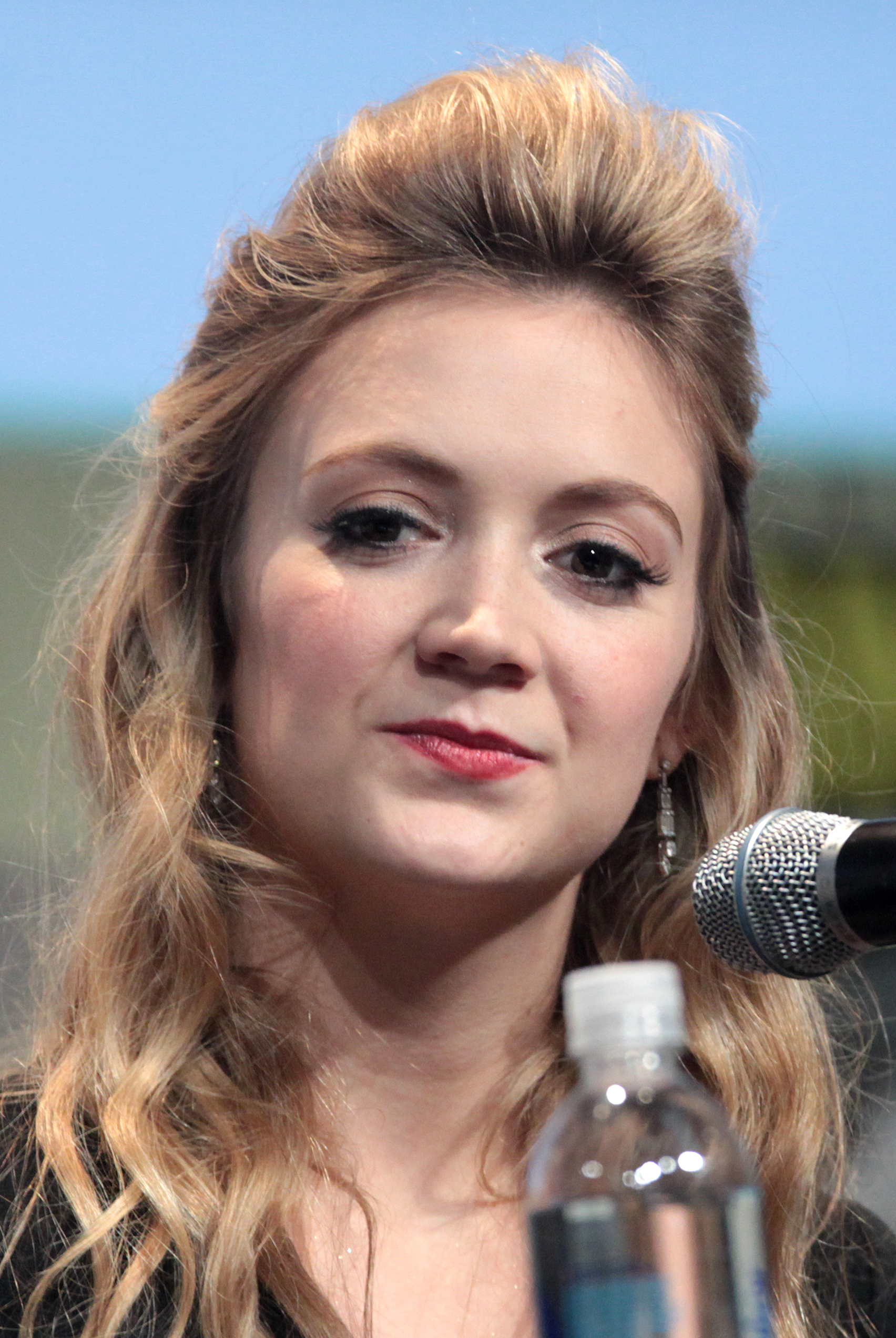
Chanel #3 é interpretada por Billie Lourd.

Sadie Swenson, mais conhecida como Chanel #3 (Billie Lourd), é a segunda no comando das Chanels, e uma das seguidoras de Chanel Oberlin. Ela é um membro da Kappa Kappa Tau, e melhor amiga de Chanel Oberlin. Ela revela a Sam que ela é a filha ilegítima do infame serial killer Charles Manson. Além disso, ela revela a Sam que ela seu sobrenome é Swenson e que seu padrasto é um bilionário. Depois de se aproximar de Sam, ela começa a ter sentimentos confusos sobre ela e tenta entendê-los, mas percebe que ela não é lésbica, mas em vez disso é "apaixonada pelo amor". Em "Seven Minutes in Hell", é revelado que Chanel #3 usa consistentemente protetores de ouvido porque um ex-namorado tornou-se obcecado por suas orelhas. Depois que ele foi removido de Wallace, seu ex-namorado prometeu que se ele alguma vez visse suas orelhas novamente, ele iria cortá-los, isso fez ela desenvolver uma fobia de suas orelhas serem vistas. Em "The Final Girl(s)", Chanel #3 e as Chanels são acusados do assassinato do Demônio Vermelho por Hester e são presas. Ao ser condenada ao sanatório, Chanel #3 continua a demonstrar sua pansexualidade e começa um relacionamento com uma das enfermeiras, mencionando que está pronta para mostrar suas orelhas.
Depois que Hester confessou seus crimes, Chanel #3, Chanel e Chanel #5 são absolvidas. Depois de se formar no Elmwood Community College, Chanel #3 trabalha como zeladora em um banco de esperma e vive em um apartamento degradado com Chanel e Chanel #5 depois que as três foram rejeitadas por seus pais ricos. Eles são abordados por Cathy Munsch para trabalhar no CURE Institute Hospital. As três aceitam a oferta. Enquanto trabalhava no hospital, Chanel #3 começa a se apaixonar pelo Dr. Cassidy e descobre que ele é o assassino Monstro Verde, mas ela mantém isso em segredo porque ela quer que ele pare de matar pessoas. Quando ela e ele confrontam sua mãe, Cassidy escolhe sua mãe em vez de Chanel #3. Ele ainda se recusa a matá-la e, eventualmente, para de matar pessoas para ficar com ela, mas quando a enfermeira Hoffel tenta escapar e joga um facão no Chanel #3, Cassidy pula na frente dela e morre. Após a morte de Cassidy, Chanel #3 se torna produtora executiva do novo programa de Chanel, "Lovin The C".

### Cathy Munsch

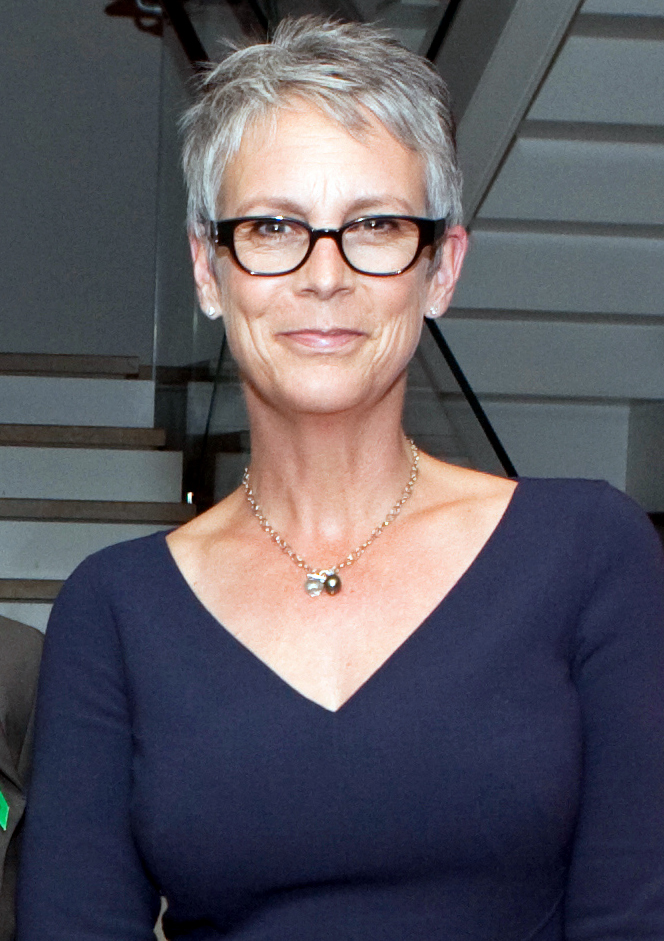
Cathy Munsch é interpretada por Jamie Lee Curtis.

Cathy Munsch (Jamie Lee Curtis) é a sedutora reitora da Universidade Wallace, que odeia Chanel Oberlin e a irmandade Kappa Kappa Tau. Munsch encobriu o incidente da banheira que houve na Kappa em 1995, e obrigou as antigas irmãs da Kappa, Bethany, Mandy e Coco, a enterrar o corpo de Sophia Doyle. É revelado que ela sabia da identidade dos bebês nascidos na banheira da Kappa. Munsch também odeia Feather McCarthy, uma ex-estudante da Universidade que teve um caso com o seu ex-marido, Steven Munsch. Indignada com o ocorrido, Cathy mais tarde matou e esquartejou seu ex-marido, mas colocou a culpa em Feather, que foi enviada para um sanatório para passar o resto da vida. Munsch também desprezava Gigi Caldwell, que tinha uma relação com Wes, mas após a morte de Gigi, Cathy se apaixona por Wes. Em 2016, Cathy confronta Hester sobre ela ser a assassina e ameaça entregá-la à polícia, enquanto Hester também ameaça entregar Cathy à polícia pelo encobrimento de Sophia Doyle em 1995 e pelo assassinato de seu ex-marido. As duas se separam e ela continua a viver uma vida feliz com os horrores do outono passado.
Na segunda temporada, Cathy deixa a Universidade e compra um hospital, o CURE Institute Hospital. Ela recruta Zayday, Chanel, Chanel #3 e Chanel #5 para trabalhar para ela. Não muito depois disso, os pacientes do Hospital são mortos pelo Monstro Verde. A verdadeira razão pela qual ela abriu o hospital foi porque ela afirma estar sofrendo de uma doença, que Zayday diagnostica como Kuru, que é causada por canibalismo. Seu publicitário havia reservado por engano seu voo para Papua-Nova Guiné e um estranho a convidou para um funeral e comeu o cérebro de um homem falecido, sem perceber. Zayday indica que tem cerca de um ano de vida e decide manter isso em segredo. A doença de Cathy se torna mais séria e ela morrerá dentro de um mês. Dr. Brock pede sua mão em casamento para que ele e Hester roubem seu dinheiro. No entanto, Chanel #5 verifica seus testes e não acredita que ela tenha Kuru. Eles realizam uma cirurgia para testar se ela tem Kuru, o que conclui que ela não tem. Todos os seus sintomas eram causados por desidratação extrema resultante de nunca beber água, apenas bebidas alcoólicas. Ela descobre que o cérebro que comeu em Papua-Nova Guiné era de cordeiro, não humano. Após as mortes de Jane Hollis, Cassidy e a enfermeira Hoffel, o dinheiro de Cathy é roubado por Hester e Dr. Brock, mas ela acaba vendendo o hospital com um lucro enorme e se torna uma terapeuta sexual para mulheres com mais de 50 anos.

### Ingrid Hoffel
Ingrid Marie Bean Hoffel (Kirstie Alley) é a principal antagonista da segunda temporada. Ingrid é a Chefe de Administração do CURE, que odeia as Chanels. Ela também tem como alvo outros membros da equipe, ouvindo a conversa de Munsch e, mais tarde, chantageando-a após Munsch tentar demiti-la. Posteriormente, é revelado que ela é irmã da Srta. Agatha Bean, a quem as Chanels assassinaram na temporada anterior, e que ela assumiu seu cargo no CURE em busca de vingança contra as Chanels pelo assassinato de sua irmã. Ela confronta o Monstro Verde e descobre que ele é Cassidy Cascade. Ela então se oferece para se tornar o cérebro da operação, com ele como seu músculo, e ela se torna o segundo Monstro Verde. Depois de se tornar o Monstro Verde, Ingrid mata Chanel #9, Chanel #10 e Slade Hornborn. Ela tenta levar adiante sua vingança contra as Chanels, fazendo-as trabalhar no turno da noite, enquanto ela e Cassidy aparecem como os Monstros Verdes. No entanto, Wes também aparece e o plano falha. Hester decide que eles precisam ter uma reunião de cúpula dos Monstros Verdes e Ingrid admite quem ela matou. Eles então devem decidir quem vai assassinar as Chanels e o consenso é para Ingrid, para a raiva de Wes. Wes tenta matar Hoffel, recrutando Cassidy para ajudar, mas Ingrid e Cassidy decidem se voltar contra ele e tentam matá-lo, mas ele acaba cometendo suicídio, deixando Ingrid e Cassidy para terminar o trabalho. Depois que Cassidy sai da operação, Ingrid se torna a única Monstro Verde e elabora um plano para explodir o hospital usando uma bomba de fertilizante. Ela tranca os funcionários no porão e os mantém sob a mira de uma arma, explicando seus motivos e identidade. Ela então atira em Jane e sai. No entanto, Denise Hemphill consegue desarmar a bomba e todos perseguem Ingrid para fora. Ela joga um facão em Cassidy e o mata e, em seguida, foge enquanto é perseguida por todos até o pântano. Ela cai na areia movediça e todos decidem deixá-la se afogar, apesar de seu apelo para ser resgatada. A reitora Munsch brevemente tenta ajudá-la segurando uma vara, mas quando a vara cai, a reitora não se preocupa em fazer mais nada, deixando-a se afogar.

### Cassidy Cascade

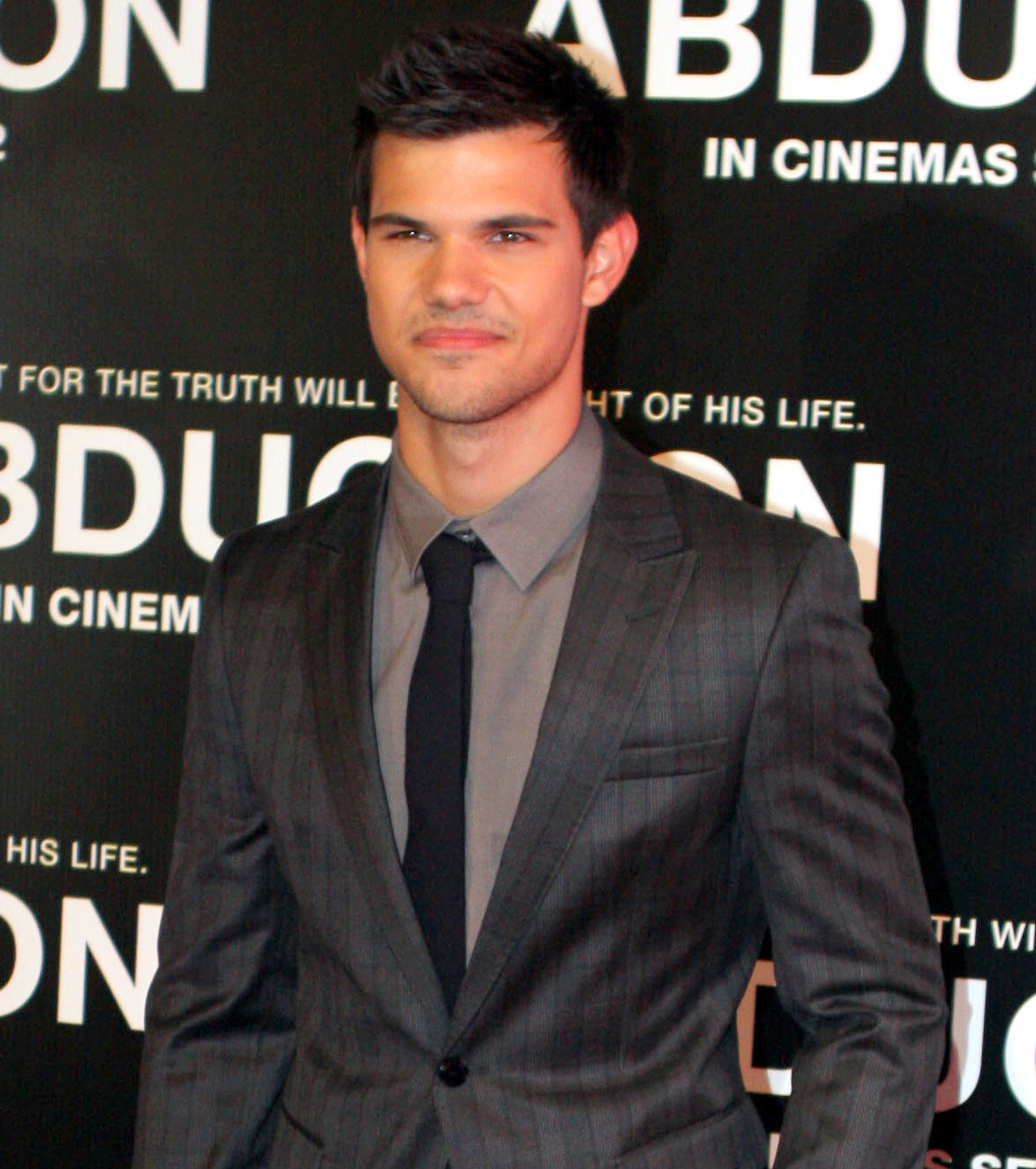
Cassidy Cascade é interpretado por Taylor Lautner.

Dr. Cassidy Cascade (Taylor Lautner) é um médico que sofre de uma estranha condição médica, que torna sua temperatura corporal baixa. Ele se envolve com Chanel #3 e diz a ela que acredita que morreu engasgando com seu próprio vômito depois de uma festa e que se tornou um médico para ajudá-lo a descobrir por que ainda está na Terra. Em "Chanel Pour Homme-Icide", é revelado que ele é o bebê de Bill e Jane Hollis. Ele é revelado como o Monstro Verde em "Blood Drive" e é confrontado por Ingrid Hoffel, que se oferece para se tornar o cérebro da operação com ele como o músculo. Ele aceita e dá a ela uma fantasia, formando sua aliança. No entanto, depois de namorar Chanel #3, ele muda de ideia e tenta não matar mais para ficar com ela, mas no final da segunda temporada, quando todos perseguem a enfermeira Hoffel no pântano, ela joga um facão em Chanel #3, mas Cassidy pula na frente dela e morre em seus braços.

### Chamberlain Jackson
Chamberlain Jackson (James Earl) é um personagem principal na segunda temporada. Ele é considerado o ânimo dos pacientes incuráveis. Ele e Zayday se uniram para desmascarar o assassino Monstro Verde. Ele confronta Wes Gardner, que o esfaqueia até a morte depois que ele confessa ser o assassino.

### Brock Holt

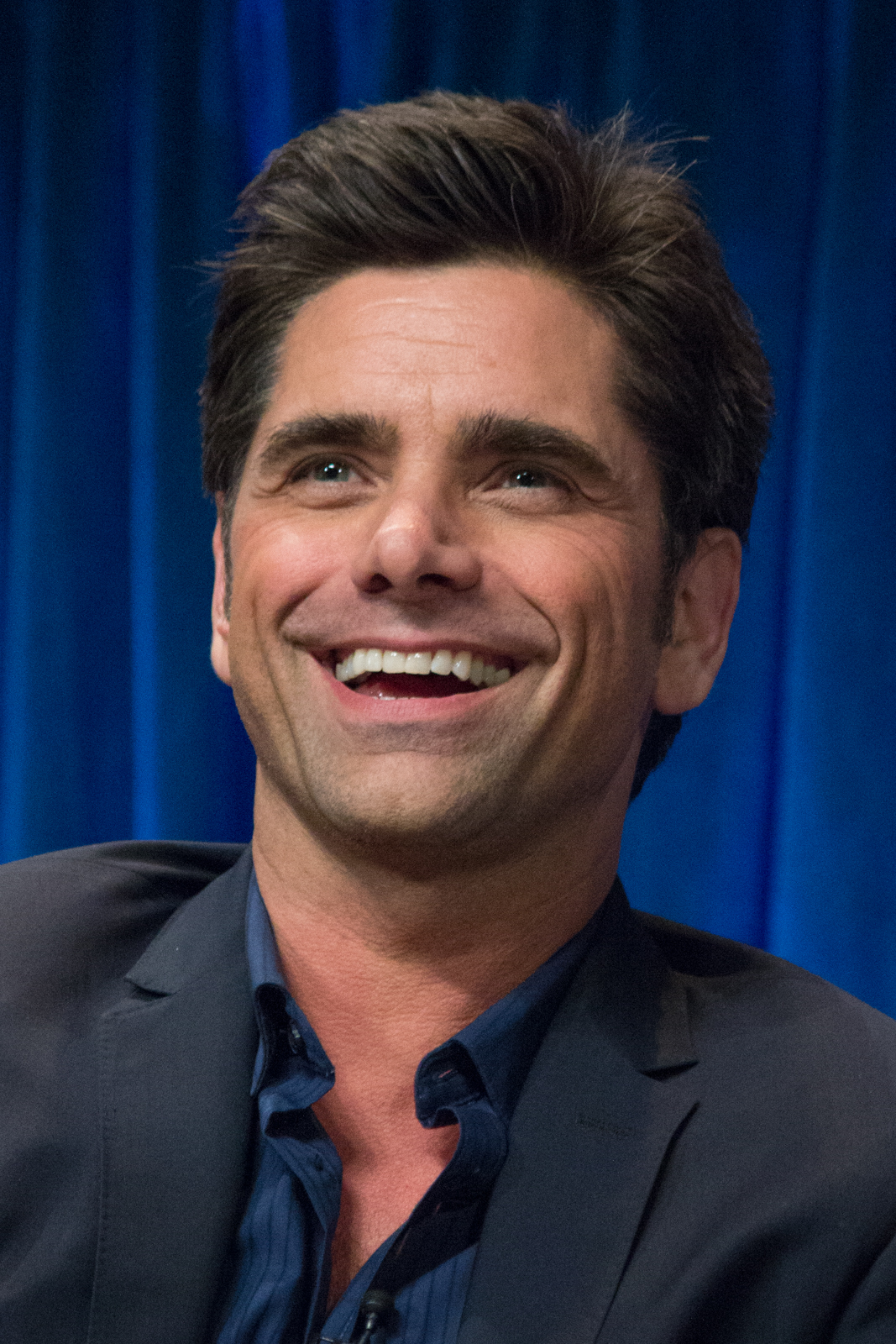
Dr. Brock Holt é interpretado por John Stamos.

Dr. Brock Holt (John Stamos) é o brilhante e sigiloso cirurgião-chefe do CURE Institute. Ele foi o primeiro a receber um transplante de mão, que tende a se mover por conta própria. Ele perdeu sua mão original depois que a energia em sua casa foi cortada enquanto lavava pratos durante uma festa do Super Bowl. Pouco depois de lavar a louça, seu anel escorregou de seu dedo e caiu dentro do triturador de lixo. Ele foi tentar pegar o anel, porém a energia voltou e o triturador de lixo foi ligado, assim cortando a mão de Brock. A mão transplantada era a mão de um jogador de squash que matou todos os seus adversários. Ele começa um relacionamento com Chanel Oberlin, que inicia uma rivalidade entre ele e Chad Radwell, seu ex-namorado. Após a morte de Chad, ele começa a ter sentimentos pela reitora Munch e Chanel. Sua mão começa a fazê-lo fazer coisas malucas, incluindo tentar matar, mas com a ajuda de Cathy e Chanel ele é capaz de manter tudo sob controle. No final da 2ª temporada, ele e Hester planejam roubar todo o dinheiro da reitora Munch fazendo com que Brock se case com ela, na esperança de que quando ela morrer, ele e Hester vão fugir juntos. Mas depois Cathy descobre que ela não tem Kuru e viverá. Após as mortes de Jane Hollis, Cassidy e a enfermeira Hoffel, Hester rouba todo o dinheiro de Cathy e foge com Brock e ambos compram a Ilha do Sangue, que planejam matar turistas que chegam à praia.

## Personagens recorrentes

### Denise Hemphill
Denise Hemphill (Niecy Nash) é a nova guarda de segurança da Kappa Kappa Tau, contratada por Gigi Caldwell. Ela é muito dedicada ao seu trabalho, embora seja um pouco incompetente. Sua amiga Shondell foi assassinada pelo Demônio Vermelho e Denise promete vingar sua morte e descobrir sua identidade, acreditando ser Zayday Williams. Revelado em "Black Friday", quando a maioria (ou todos) da força policial foram demitidos, ela tornou-se a nova chefe de polícia. Ela e outros dois oficiais cercam o Demônio Vermelho, que machucou Chanel, mas ela para tudo para contar às Chanels sobre sua promoção, involuntariamente permitindo que o Demônio Vermelho mate um dos policiais e fuja do shopping.
Na segunda temporada, Denise desempenhou um papel na exposição da confissão de Hester quando ela tocou a fita no novo julgamento das Chanels. Quando o assassino Monstro Verde começa a matar os pacientes no hospital, Cathy Munsch contrata Denise para pegar o assassino, ela também permite que elas visitem Hester para tentar descobrir quem é o assassino, que ela conhece, então eles levam Hester para o hospital. Após a morte de Chad, ela deixa Hester livre para ir à festa de Halloween somente depois de revelar quem é o assassino, mas Hester escapa. Depois de encontrar Chanel #5 esfaqueada, o Monstro Verde dá um soco em Denise e a eletrocuta com um desfibrilador, incapacitando ela, mais tarde, seu corpo é enviado para uma câmara criogênica após Cathy Munsch revelar que Denise ainda tem um batimento cardíaco leve e espera trazê-la de volta à vida. No final, a enfermeira Hoffel desliga sua máquina para usar a energia para plantar as bombas no hospital e Denise acorda bem a tempo de desarmar a bomba para salvar a todos e ajuda a perseguir a enfermeira Hoffel para o pântano onde todos concordam em deixá-la morrer na areia movediça.

### Chanel #2

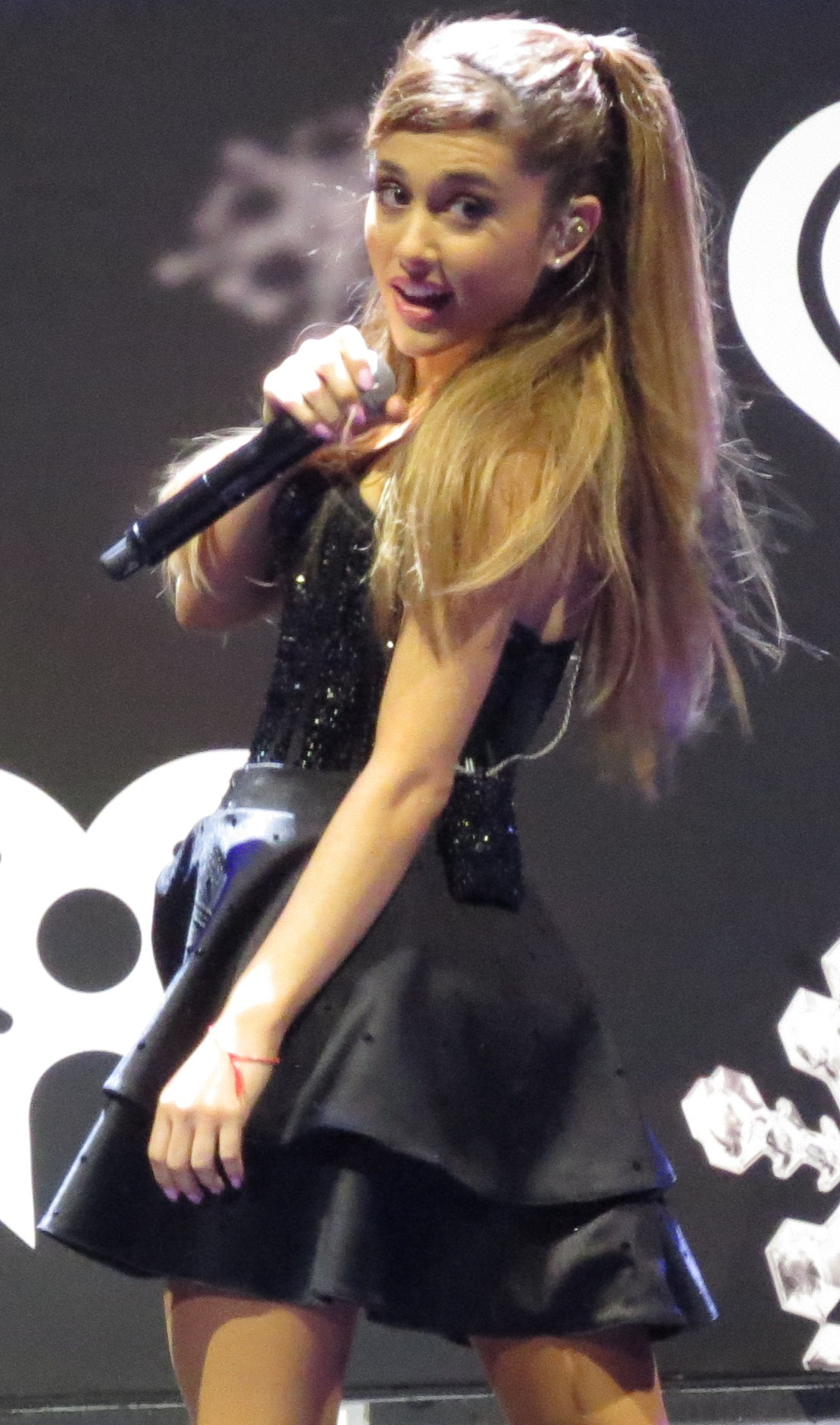
Sonya Herfmann é interpretada por Ariana Grande.

Sonya Herfmann, mais conhecida como Chanel #2 (Ariana Grande), foi uma das seguidoras de Chanel Oberlin antes de sua morte. Ela estava envolvida em um relacionamento com Chad Radwell, desconhecido para Chanel, e tinha um problema com a bebida. Ela está preocupada com a morte da Srta. Bean e decide sair e ir para casa. Enquanto ela está fazendo as malas em seu quarto, o Demônio Vermelho começa a mandar mensagens de texto para ela e, eventualmente, esfaqueia no ombro e nas costas. Seu corpo é descoberto e escondido no congelador pelas outras Chanels, mas é depois levado pelo Demônio Vermelho. O cadáver de Sonya é encontrado na casa assombrada e levado pela polícia. Os pais de Sonya não se importam com sua morte e tiram férias, deixando o funeral e a cremação de Sonya para Chanel se ocupar.
Depois de dar um elogio mordaz em seu funeral, caixão aberto, Chanel usa um tabuleiro Ouija junto com as outros Chanels para se comunicar com Chanel #2, com sucesso. Ela diz a elas que Chad está trapaceando e que o assassino é Chanel. Mais tarde, Chanel tem um sonho em que Chanel #2 vem visitá-la como um fantasma e diz que ela está queimando no inferno e precisa se reconciliar com Chanel para que ela possa ir para o céu. Ela o faz e diz que só disse essas coisas por causa de sua raiva. Ela também informa Chanel do plano das Chanels para matá-la.

### Boone Clemens

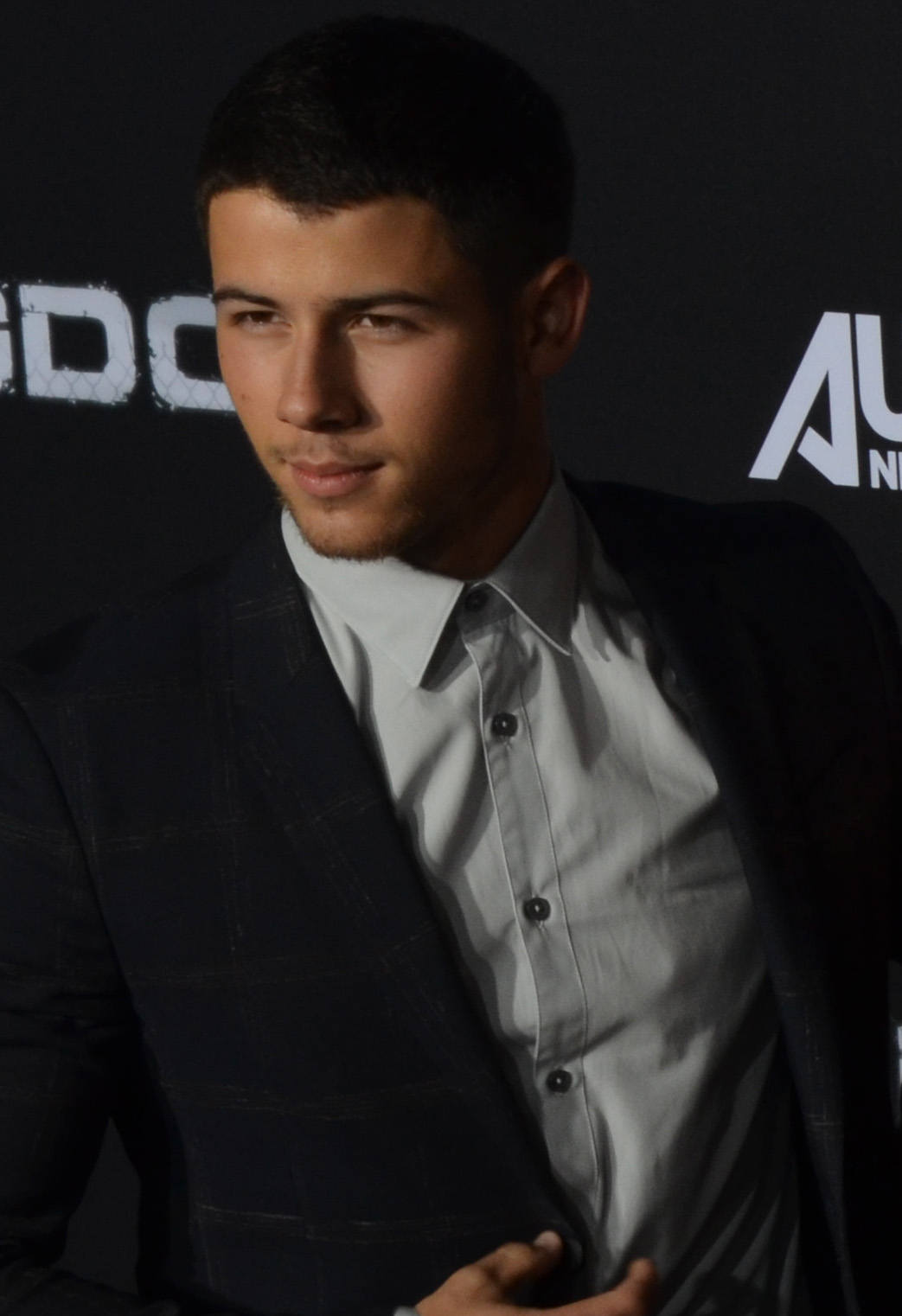
Boone Clemens é interpretado por Nick Jonas.

Boone Clemens (Nick Jonas) é um membro dos Dicky Dollar Scholars e irmão gêmeo de Hester, um dos bebês da banheira. Sua mãe Sophia Doyle deu à luz a ele e sua irmã em 1995, mas sangrou até a morte devido ao abandono de suas irmãs da irmandade. Ele e sua irmã Hester foram criados em um manicômio por sua tia/mãe adotiva, Gigi (conhecida como Jess Meyer naquela época). Ele foi criado exclusivamente para se vingar da Kappa Kappa Tau pela morte de sua mãe. Boone foi disfarçado na Universidade Wallace como um estudante gay um ano antes de sua irmã chegar e conseguiu entrar para o Dickie Dollar Scholars, apesar de nunca ter se matriculado na universidade. Enquanto malhava, ele aparentemente é atacado pelo Demônio Vermelho, que corta sua garganta. No entanto, em "Ghost Stories" é revelado que ele fingiu sua morte, disfarçando-se de Joaquin Phoenix para evitar a detecção. Mais tarde, ele chega ao quarto de hotel de Gigi, confrontando-a com os planos de matá-la, mas ele é interrompido quando o Demônio Vermelho (Pete) aparece e o esfaqueia no peito. Em seu papel como o Demônio Vermelho, ele matou Tiffany "Taylor Swift surda", Chanel #2, Jennifer, Caulfield, Earl, Coney, Mandy, Sam, Dodger, Shondell e o motorista de caminhão que avisou Chanel #5 que o assassino estava na parte de trás do carro dela. Ele também trabalhou com Hester para derramar ácido clorídrico no bronzeador de Melanie Dorkus.

### Jennifer
Jennifer (Breezy Eslin) é uma Vlogger de velas e candidata da Kappa Kappa Tau. Ela é obcecada com velas e tem uma grande fazenda de formigas, que ela descreve como uma família de formigas. Ela trabalha com Hester / Chanel #6 em uma conspiração contra Chanel. Em "Mommie Dearest" enquanto ela apresenta seu programa no YouTube, ela é esfaqueada através do crânio pelo Demônio Vermelho e morre enquanto a câmera está gravando. Ela é encontrada por Chanel e Denise na mesa da sala com seu cadáver coberto com cera de suas velas. Sua morte faz com que a reitora Munsch feche o campus e os alunos hospedam um memorial à luz de velas.

### Caulfield Herman
Caulfield Mount Herman (Evan Paley) é um membro das Dickie Dollars Scholars. Ele é amigo de Chad e ferozmente leal a ele. Ele tenta ajudar Chad durante um ataque do Demônio Vermelho e tem seus braços serrados. Caulfield sobrevive ao ataque, só para depois ter sua cabeça cortada pelo Demônio Vermelho.

### Roger & Dodger
Roger & Dodger (Aaron e Austin Rhodes) eram membros gêmeos dos Dickie Dollar Scholars. Eles são amigos de Chad Radwell e estão envolvidos em um relacionamento com Chanel #5. Embora eles mantivessem um relacionamento de três vias com ela, eles acabam fazendo Chanel #5 escolher um deles quando eles estão presos no labirinto de Chanel. Ela continuou com Roger. Dodger é assassinado pelo Demônio Vermelho no labirinto, enquanto Roger escapa com Chanel #5. No episódio seguinte, Roger admite à #5 que está feliz que seu irmão gêmeo morreu para que ele não tivesse mais que dividir tudo. Ele é morto com vários disparos de uma pistola de pregos pelo Demônio Vermelho.

### Bethany Stevens
Bethany Stevens, nascida Mary Mulligan (AnnaGrace Barlow), foi a Presidente KKT em 1995 e mãe de Grace. Ela é citada como líder do incidente na Kappa Casa em 1995, quando ela forçou seus amigos, Coco e Mandy para deixar Sophia Doyle morrer após o parto para dançar na festa. É revelado que ela ficou com Wes Gardner e quase nove meses depois, teve Grace e mudou seu nome para Mary Mulligan. Ela foi presa por furto, incêndio, dirigir embriagada e uso de drogas, dando a Wes a guarda de Grace. Mary, em seguida, morreu um ano mais tarde, bêbada em um acidente de carro.

### Agatha Bean
Srta. Agatha Bean (Jan Hoag) é a criada da Kappa Kappa Tau, a quem estava envolvida no encobrimento da morte há 20 anos. Ela é constantemente intimidada por Chanel. Os clones de Chanel relatam à Chanel, que no quarto de Srta. Bean existe uma colagem de ódio dela. Chanel fica furiosa e empurra Srta. Bean na fritadeira quente, que queima o seu rosto. Chanel então chantageia todas as candidatas e seus clones a não dizer uma palavra para a polícia, prometendo a elas namorados bonitos e uma viagem para Cancun, e todas elas levam o corpo da Srta. Bean para o freezer de carne. Quando Chad e Hester foram à casa de Shady Lane, eles encontram os corpos das vítimas (Chanel #2, Shondell Washington, Mandy Greenwell, Conney e, finalmente, Srta. Bean), e Hester enfia seu dedo na perna de Srta. Bean para saber se ela esta mesmo morta ou é apenas um estátua de cera, e a notícia não é boa. É revelado na segunda temporada, que sua irmã é Ingrid Marie Hoffel, que está planejando vingança contra as Chanels pela morte de Agatha.

### Sophia Doyle
Sophia Doyle (McKaley Miller) era um membro da Kappa Kappa Tau em 1995. Sophia não sabia que estava grávida e acabou dando à luz gêmeos, sendo Boone Clemens e Hester Ulrich, em uma banheira na casa Kappa. Ela é deixada lá por suas irmãs de fraternidade e acaba morrendo após o parto. Temendo as consequências, suas irmãs da fraternidade, Srta. Bean e a reitora Munsch decidem encobrir sua morte. Após sua morte, Amy Meyer cuidou dos gêmeos, até que ela cometeu suicídio e deixou-os com sua irmã Jess Meyer, que revelou ser Gigi Cadwell. Também é revelado que Boone e Hester são meio-irmãos de Grace, filhos de Wes com Sophia.

### Amy Meyer
Amy Meyer (Chelsea Ricketts) era um membro da Kappa Kappa Tau em 1995. Amy ajuda Sophia depois que ela dá à luz na banheira e fica com ela enquanto as outras irmãs foram dançar. E mais tarde é revelado que ela é na verdade a irmã de Gigi, e se matou depois de tomar os bebês.

### Mandy Greenwell
Mandy Greenwell (Grace Phipps como jovem Mandy, Jennifer Aspen como Mandy adulta) era um membro da Kappa Kappa Tau em 1995. Após o incidente na casa Kappa em 1995, Mandy vai se esconder até que ela é encontrada por Grace e Pete. Depois de responder a perguntas para eles, Mandy é assassinada pelo Demônio Vermelho em seu trailer.

## Participações

### Tiffany DeSalle
Tiffany DeSalle (Whitney Meyer) Tiffany é uma candidata à Kappa Kappa Tau. Ela é introduzida por Chanel com o apelido de "Deaf Taylor Swift (Taylor Swift Surda)" devido a suas deficiências auditivas, juntamente com o seu amor por Taylor Swift. Tiffany, juntamente com as outras candidatas, testemunham o assassinato acidental da Srta. Bean, cometido por Chanel, e grita com horror a cena. Chantageada pela promessa de namorados bonitos e uma viagem para Cancun, ela concorda em mentir para a polícia sobre o incidente mortal e mais tarde ajuda a ocultar o corpo de Srta. Bean em um freezer. Depois de "Hell Week", Tiffany, juntamente com as outras candidatas, é enterrada no chão apenas com a cabeça para fora por Chanel #3 e Chanel #5. O Demônio Vermelho depois aparece com um cortador de grama e vai em direção das meninas. Como ela é surda, Tiffany não percebe que o resto das meninas estão gritando (ela acha que elas estão cantando a musica da Taylor Swift) até que seja tarde demais, e ela acaba tendo a cabeça cortada pelo Demônio Vermelho.

### Sr. e Sra. Herfmann
Sr. e Sra. Herfmann (Roger Bart e Charisma Carpenter) são os pais de Sonya Herfmann, a Chanel #2. Eles são interrogados por Grace e Pete sobre o desaparecimento da filha, no qual eles demonstram não se importar. Quando o corpo de Chanel #2 é encontrado e é constatado a morte, eles não se importam com a notícia e tiram férias, deixando o funeral e a cremação de Sonya para Chanel se ocupar.

### Feather McCarthy
Feather McCarthy (Tavi Gevinson) é uma ex-membro da Kappa Kappa Tau, que roubou o marido da reitora Cathy Munsch. Ela foi alvo de Cathy até que ela encontrou a cabeça cortada de Steven Munsch em um tanque de peixes. Ela foi culpada pela morte de Steven e foi presa e encaminhada para o manicômio para doentes mentais, mas ela não o matou, mas sim Cathy, que a culpou por vingança.

### Steven Munsch
Steven Munsch (Philip Casnoff) é o ex-marido da reitora Cathy Munsch. Ele teve um caso com uma membro da Kappa Kappa Tau, Feather McCarthy, e como vingança, Cathy Munsch o assassinou e colocou a culpa em Feather McCarthy.